# Parc national de Marojejy
Vous lisez un « bon article » labellisé en 2021.
Le parc national de Marojejy est un parc national dans la région de la Sava au nord-est de Madagascar. Il couvre 55 500 ha sur le massif du Marojejy, une chaîne de montagnes qui culmine à une altitude de 2 132 m. L'accès à celui-ci est longtemps resté l'apanage des chercheurs et des scientifiques lorsque la réserve conservait son statut de réserve naturelle intégrale depuis sa création en 1952. En 1998, il est ouvert au public avec son nouveau statut de parc national et gagne ses lettres de noblesse en 2007 lorsqu'il est inscrit sur la liste du patrimoine mondial, à l'instar de cinq autres aires protégées, regroupées sous la dénomination de forêts humides de l'Atsinanana. Malgré l'irrégularité de son relief, le braconnage et les coupes sélectives demeurent des problèmes persistants, surtout depuis le début de la crise politique de 2009. L'exploitation minière, l'agriculture sur brûlis et les coupes de bois constituent également des menaces pour le parc et sa biodiversité.
Les reliefs escarpés et la topographie particulière qui caractérisent le massif ont créé une multitude d'habitats différents qui se succèdent sur les versants en fonction de l'altitude ou de l'orientation géographique. En effet, au sommet, la forêt de nuages constituée de fruticée, la dernière de Madagascar, laisse place, à mesure que l'on descend, à des arbres plus grands et de moins en moins couvert d'épiphytes. De plus, les flancs orientaux de la montagne sont plus humides et abritent donc une végétation plus luxuriante, alors que les flancs occidentaux sont plus secs. L'étonnante diversité des habitats qui en résulte permet d'y trouver pas moins de 118 espèces d'oiseaux, 148 espèces de reptiles et d'amphibiens et 11 espèces de lémuriens. Le Sifaka soyeux (Propithecus candidus), lémurien emblématique du parc, fait partie des 25 espèces de primates les plus menacées au monde sur la liste de l'UICN. L'Eurycère de Prévost (Euryceros prevostii) est l'oiseau emblématique du parc, endémique des forêts du nord-est de Madagascar.
Une seule piste mène de l'entrée du parc au point culminant du massif le long de laquelle trois campements sont disposés : le camp Mantella à 450 m d'altitude entouré de hauts arbres, le camp Marojejia à 775 m d'altitude à la transition des forêts de basse altitude et celles de montagne, et le camp Simpona à 1 250 m au milieu des forêts de haute montagne. Le camp Simpona fait office de camp de base avant l'ascension du sommet par un sentier qui s'étire sur 2 km parcourus en quatre ou cinq heures.

## Localisation
Le parc national de Marojejy se situe dans le nord-est de Madagascar, dans la région Sava entre les villes d'Andapa et de Sambava et s'étend approximativement sur 32 km d'est en ouest et sur 22 km du nord au sud. Son point le plus à l'est est situé à 40 km de la côte. Il se situe majoritairement dans la chaîne de montagnes connue sous le nom de massif du Marojejy, culminant à 2 132 mètres de hauteur. 

## Histoire

### Origine du nom
Le massif, et par extension le parc national, tirent leur nom du grand nombre de massif granitiques, de palmiers ainsi que du climat fortement pluvieux du massif. En effet, le nom « Marojejy » est, étymologiquement, dans la tradition orale malgache locale, composé de deux mots, maro et jejy. Le mot maro exprime l'idée d'un grand nombre (on pourrait le traduire littéralement par « beaucoup »). Il existe plus d'ambiguïté sur le mot jejy, qui pourrait à la fois désigner des rochers ou des palmiers, mais également des esprits (certains habitants de la région affirment que leurs ancêtres croyaient que le massif était peuplé de nombreux esprits) ainsi que le crachin, en référence au climat pluvieux du massif. La pluralité des hypothèses concernant les origines du nom Marojejy résulte du fait que seule la tradition orale en conserve la mémoire.

### Histoire de la création du parc

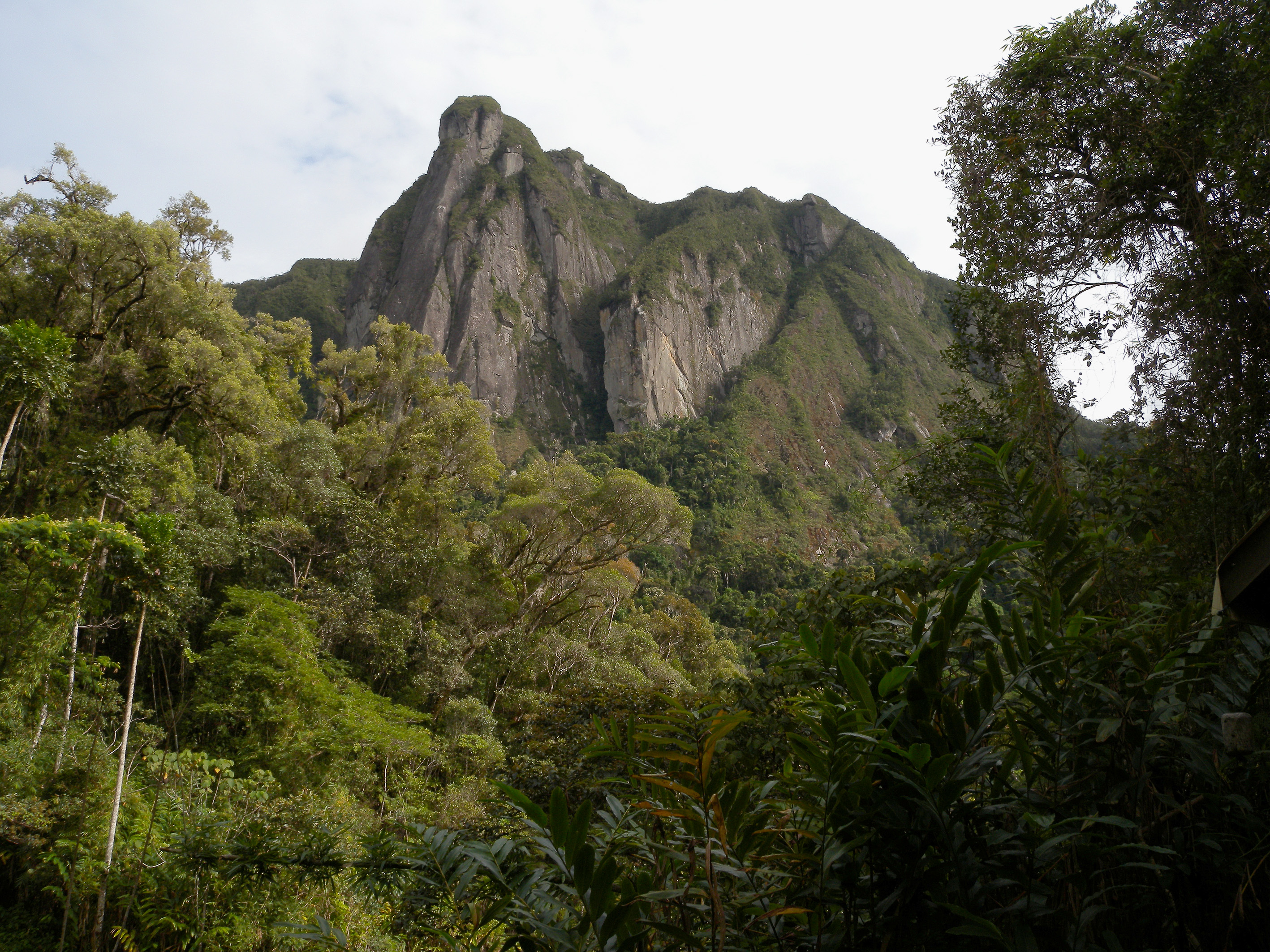
Ambatotsondrona.

Une expédition scientifique portant sur tous les massifs montagneux de Madagascar, menée par la mission zoologique franco-anglo-américaine, est présente dans la région en 1929, mais le Marojejy n'est pas visité avant 1937 lorsque le capitaine L.J. Arragon du Service Géographique de Madagascar effectue l'ascension du Marojejy Est. Arragon ne conduit pas une mission naturaliste, mais doit placer un point géodésique. Aucune recherche spécifique à la biodiversité n'y est menée.
Le massif n'est pas géologiquement décrit avant que le botaniste français Henri Jean Humbert du Muséum national d'histoire naturelle de Paris n'explore ces montagnes en 1948,. Humbert avait préalablement parcouru de nombreuses montagnes en Afrique continentale et à Madagascar, avant de venir au Marojejy. C'est en accomplissant l'ascension du massif du Tsaratanana en 1937 qu'Humbert aperçoit, du sommet de l'Amboabory à 2 800 m d'altitude, la silhouette du massif de Marojejy situé dans le district d'Andapa. Il décide alors d'organiser une mission spéciale d'étude de ces montagnes,. Entre novembre 1948 et novembre 1950, il passe cinq mois à récolter un herbier de 4 039 échantillons pour étude. Après ses intenses efforts de terrain et ses analyses des spécimens, il publie le livre Une Merveille de la Nature en 1955 dans lequel il décrit le massif comme étant « le plus impressionnant dans tout Madagascar tant par sa taille que par la diversité de flore et que son état totalement vierge »,.
Dès son retour de terrain, Humbert redouble d’efforts pour défendre le Marojejy et le faire classer. Pierre Boiteau est désigné le 28 août 1951 comme rapporteur d'une demande d'avis de François Mitterrand, ministre de la France d'Outre-Mer. Le massif devient la 12e et dernière réserve naturelle intégrale de Madagascar en 1952. Sous ce statut, la réserve était interdite à toute visite à l'exception des expéditions scientifiques dûment autorisées. Ce faisant, il permit sans doute au massif de survivre à la croissance démographique et aux multiples pressions anthropiques de cette zone,. En 1998, le Marojejy devient un parc national pour enfin permettre sa visite au public.

### Négociations des limites du parc

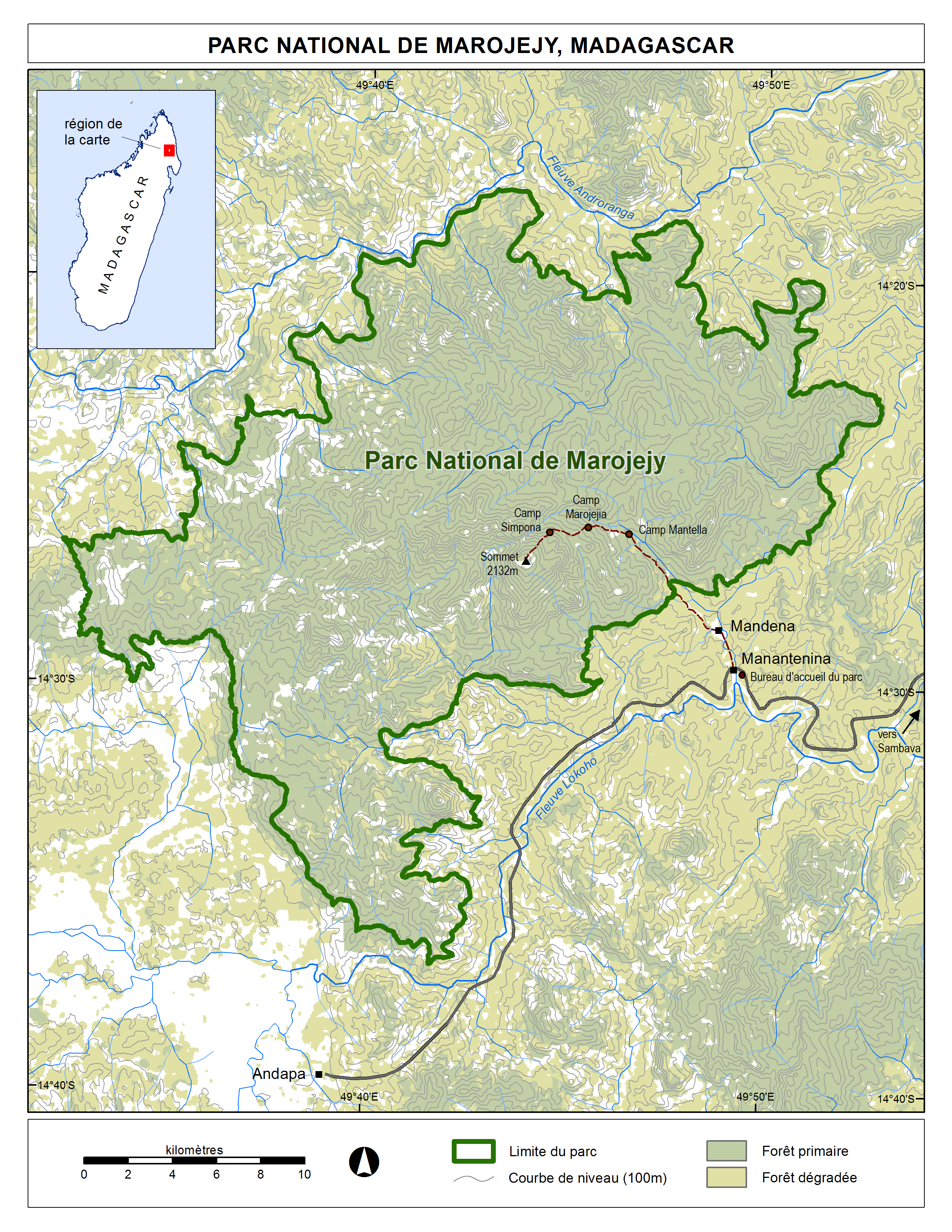
Carte du parc national de Marojejy.

Les limites du parc national de Marojejy sont tout d'abord établies approximativement lorsque le statut de la réserve est décrété en 1952. Un second décret (no 66-242) du gouvernement de Madagascar en 1966 confirme le statut de réserve naturelle intégrale, et ses limites sont marquées par 89 bornes, à partir desquelles, la superficie de la réserve est estimée à 60 150 ha. À l'époque, deux familles vivaient à 450 m derrière les limites de la réserve, ce qui était initialement permis sous certaines conditions qui stipulaient qu'elles ne devaient pas étendre leurs cultures plus à l'intérieur de la réserve ni permettre à d'autres de faire de même. Les familles furent plus tard expulsées pour avoir violé ces règles. De nombreuses familles des communautés locales ne comprenaient pas pourquoi une si grande surface était protégée alors qu'elle regorgeait de ressources qui leur étaient pourtant nécessaires au quotidien. C'est sur de telles considérations qu'entre la fin des années 1980 et jusqu'en 1993, certaines personnes de ces communautés décident de ne plus respecter le statut de la réserve et commencent à défricher les limites extérieures pour entreprendre des plantations de vanille et de café. En 1993, le World Wide Fund for Nature (WWF) ainsi que le Service des Eaux et Forêts malgache renouvellent les efforts pour la conservation des espèces dans ce secteur et expulsent les personnes qui y habitent. Les limites sont renégociées avec la communauté locale en se basant sur le décret de 1966. L'ouverture de pistes et l'installation de bornes permettent de marquer clairement les limites de la réserve. 
Au cours des années suivantes, de nombreuses personnes des communautés riveraines de la réserve s'impliquent davantage dans la surveillance de la forêt, réduisant quasiment à néant le défrichage qui ne couvrait plus que quelques hectares. Action difficile à mener puisque la population est répartie assez régulièrement autour du parc et s’accroît toujours rapidement. La prise de conscience locale n'empêche pas une surveillance étroite et soutenue afin d'éviter de nouvelles réductions de la zone sauvage.
En 1998, le WWF demande au gouvernement de Madagascar de lever les restrictions en vigueur sur la réserve pour développer l'écotourisme et générer des revenus afin d'en faire bénéficier les populations riveraines. Grâce au décret (no 98-375) signé en mai 1998, la réserve accède au statut de parc national. Les limites sont renégociées, spécifiquement dans les régions ouest et nord-ouest du parc et cette fois-ci, en utilisant des marques naturelles comme les lignes de crête. La superficie du parc est ajustée à 60 050 ha, en permettant à certaines communautés du nord-ouest d'avoir accès à des zones encore intactes, alors que d'autres communautés du nord-ouest perdent des terres arables. Environ 5 000 ha, illégalement défrichés à l'intérieur du parc, font cependant encore partie du parc. Il y a désormais 91 bornes et les limites sont référencées. Des bornes intermédiaires sont placées entre les anciennes de manière à délimiter précisément les limites du parc lors d'éventuelles contestations qui émaneraient de la communauté locale.
En octobre 2005, des rapports démontrent que certaines de ces bornes avaient été déplacées avec l'approbation de certains employés du parc et que ces surfaces ont ensuite été défrichées pour de nouvelles cultures. En janvier 2006, le Coordonnateur Logistique du Parc, ainsi qu'un Agent de Conservation du Parc qui vendait ces nouvelles terres (environ 9 ha) à un fermier local pour 2 millions de francs malgaches (~170 EUR) est renvoyé pour ces faits. En 2010, une nouvelle démarcation est ajustée et la nouvelle superficie du parc est réduite à 55 500 ha.

### Reconnaissance comme patrimoine mondial
De nombreuses expéditions depuis le début des années 1970 jusqu'aux années 1990 ont étudié les écosystèmes de ces montagnes et inventorié la flore et la faune. En 2007, le Marojejy, au sein des forêts humides de l'Atsinanana, est inscrit sur la liste du patrimoine mondial de l'UNESCO. À cause des coupes illégales et des trafics de bois précieux, surtout après le début de la crise politique de 2009 à Madagascar, les forêts humides de l'Atsinanana sont placées sur la liste du patrimoine mondial en péril en 2010.

## Habitat et topographie

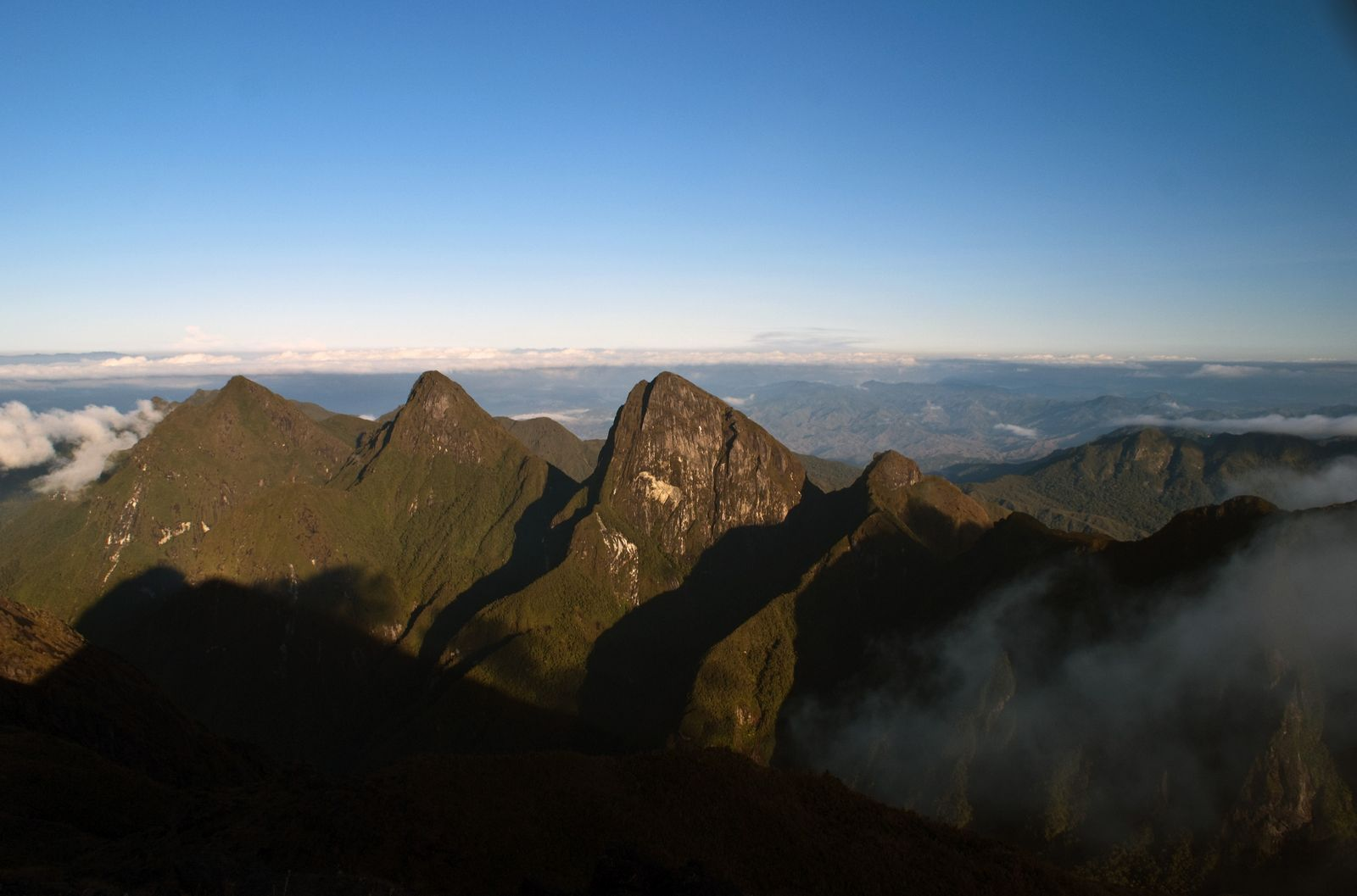
Aperçu des montagnes entourant le sommet du Marojejy à 2132 m.

Le parc national de Marojejy couvre 55 500 ha et protège pratiquement la totalité du massif, dont les altitudes s'échelonnent de 75 m à 2 132 m à son sommet,,. Le massif fait partie d'une chaîne de montagnes qui s'étend du Tsaratanana au nord-ouest jusqu'à la presqu'île de Masoala au sud. Les crêtes du massif forment une bande est-ouest sur laquelle se trouvent de nombreux pics intégrés dans une structure discontinue avec de nombreuses ruptures de pentes, des lignes de crêtes parallèles et divergentes entrecoupées par des falaises escarpées et irrégulières,. S'élevant à 2 000 m d'altitude sur une distance de moins de 8 km, le massif de Marojejy offre un des terrains les plus accidentés de Madagascar. En conséquence de ce relief brusque à la topographie singulière, le massif présente une variété de microclimats et de nombreux habitats différents,, en fait une des rares places au monde où la forêt de nuages, constituée de fruticée, la dernière de Madagascar est rapidement suivie par le fourré montagnard sur une distance accessible à pied.[pas clair] De même, avec cette topographie particulière, la mosaïque végétale varie entre les crêtes et les pentes du massif et ce, même à des altitudes égales. Par exemple, les crêtes et les pentes qui y sont associées ont souvent moins de 20 % d'espèces végétales en commun.

### Climat
Les températures dans la région sont assez stables, avec des variations dans la journée, suivant les saisons, plutôt relatives. Le mois de février est le mois le plus chaud, avec une température moyenne de l'ordre de 25 °C, alors que le mois d'août est le plus froid avec une température moyenne d'environ 19 °C. Avec l'altitude, la température baisse de 1 °C tous les 200 m, et au sommet elle peut descendre à 1,5 °C au mois de juillet. L'humidité relative dans la région oscille autour de 87 % tout au long de l'année, même si elle peut atteindre 97 % entre mars et avril. Les pluies tombent chaque mois sur le versant sud de la montagne et la région reçoit au moins 2 300 mm de précipitations annuelles, en faisant une des zones les plus arrosées de Madagascar,. Le versant nord de la montagne est plus sec, avec une saison sèche durant environ six mois et des précipitations annuelles estimées à environ 1 500 mm. La région reçoit en général plus de précipitations durant la saison chaude, de novembre à avril, lorsque les fortes pluies et les cyclones tropicaux occasionnels passent lors des moussons du nord. Pendant la saison plus fraîche, de mai à octobre, les pluies plus fines sont apportées par le régime des vents en provenance du sud-est (les données météorologiques portant sur le parc étant ponctuelles, voire inexistantes en certains endroits, ces informations extrapolées proviennent des stations d'Andapa et de Sambava).
Autant les températures que les précipitations varient largement au sein du parc. Les plus basses températures étant trouvées aux plus hautes altitudes, et les versants orientaux reçoivent une bonne partie des pluies, alors que les versants occidentaux demeurent dans l'ombre pluviométrique de la montagne et sont exposés à de plus longues périodes de sécheresse,. Les crêtes font face à la violence des vents en étant aussi caractérisées par des sols moins profonds et de faible qualité. Ces conditions se retrouvent dans la flore et notamment au niveau de leur vitesse de croissance. L'étendue du gradient altitudinal et le relief accidenté jouent également un rôle crucial en favorisant une diversité d'habitats répartis tout au long des pentes du massif et qui sont adaptés aux températures, à leurs variations et aux niveaux d'humidité relative. Toutes ces interactions influent directement sur la croissance et le développement des plantes, qui est le fondement de l'écosystème. Il en résulte une extrême diversification inégalement répartie sur la forêt qui couvre 90 % du parc.

### Hydrographie
Les montagnes du Marojejy et de la proche réserve spéciale d'Anjanaharibe-Sud drainent plusieurs bassins versants dont celui du fleuve Lokoho qui prend sa source sur les pentes ouest et sud du Marojejy, ainsi que de la rivière Androranga qui provient quant à elle, des pentes nord du Marojejy. L'Androranga est un affluent du Bemarivo qui rejoint l'océan Indien. Ces deux cours d'eau ont leur estuaire à Sambava où ils se jettent dans l'océan Indien. Le Marojejy est relié à la réserve spéciale d'Anjanaharibe-Sud par le corridor de Betaolana, une étroite bande de forêt de moyenne altitude s'étalant à l'ouest et légèrement au sud du Marojejy.

### Géologie

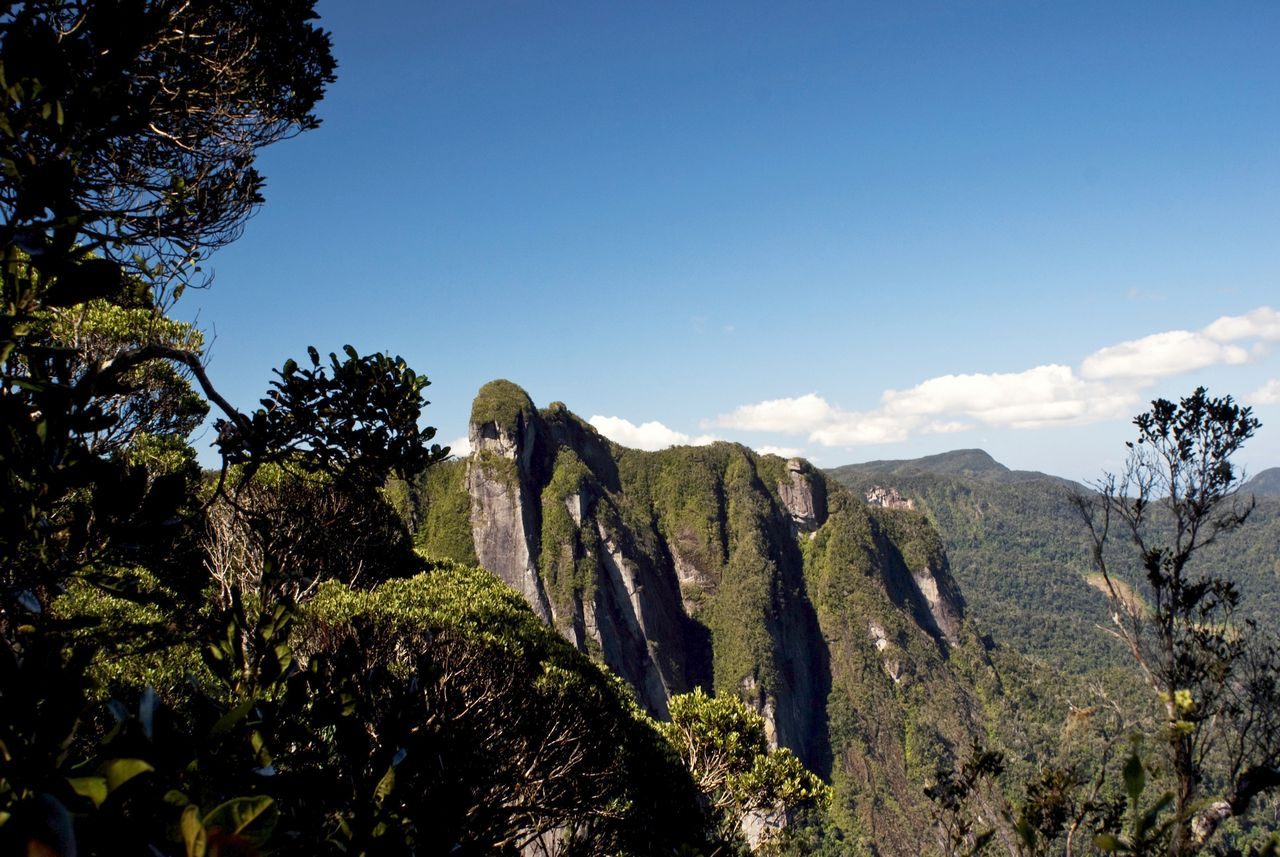
La falaise d'Ambatotsondrona est composée principalement de gneiss, comme toutes les autres plus hautes cimes du Marojejy.

Comme partout ailleurs à Madagascar, les roches du parc national de Marojejy faisaient partie du supercontinent Gondwana. Madagascar se sépara de l'Afrique il y a environ 160 Ma et s'isola de toutes les autres masses il y a 80 Ma. Le sous-sol du Marojejy s'est formé il y a plus de 500 Ma durant le Précambrien sous l'ancienne chaîne de montagnes complètement érodée depuis,. Le socle est composé principalement de roches granitiques, bien qu'une partie contienne une certaine quantité de gneiss,,, une roche métamorphique formée sous des conditions de très hautes températures et de très hautes pressions en profondeur sous l'ancienne chaîne de montagne. Aux endroits où la température et la pression étaient les plus fortes, la roche a littéralement fondu et s'est recristallisée en granite, une roche magmatique. Plus tard, les veines de quartz se sont formées dans les fissures de la roche ; ce sont les origines des quartz et des cristaux d'améthyste exploités dans la région de nos jours. Dans des temps géologiques plus récents, une abondante quantité de quartzite s'est formée lorsque les sables riches en quartz se sont déposés sur les granites et furent ainsi enterrés et recristallisés (métamorphisme). Le pH des sols est de tendance acide à neutre.
Les cimes les plus hautes et les plus accidentées du Marojejy sont composées de gneiss avec des formes propres à cette montagne caractérisées par une alternance de bandes de minéraux clairs et sombres. Les bandes plus claires sont principalement composées de quartz et de feldspath en étant les plus solides et résistantes alors que les bandes les plus sombres, composées de mica et de hornblende, sont plus tendres et s'érodent plus facilement. Cette composition en couches combinées à une déclivité à 45 degrés des faces nord participent à l'aspect général asymétrique des sommets. Les pentes septentrionales descendent doucement alors que les pentes méridionales sont pratiquement verticales aux endroits où les roches fracturées rencontrent les roches effritées,. La falaise d'Ambatotsondrona, avec sa face sud quasiment verticale, en est un exemple.

## Biodiversité
Le parc national de Marojejy est reconnu pour sa riche biodiversité, qui attire autant les scientifiques que les écotouristes,. Un grand nombre d'habitats se trouvent à l'intérieur du parc, et de nombreuses espèces de plantes et d'animaux sont endémiques de la région septentrionale (croissant s'étendant du massif du Tsaratanana à la péninsule de Masoala). Les expéditions scientifiques y découvrent régulièrement de nouvelles espèces n'ayant pas été préalablement décrites dans le Marojejy et sont même, parfois, totalement nouvelles pour la science. Certaines de ces nouvelles espèces sont menacées, par la chasse illégale, par la coupe de bois et plus récemment par le réchauffement climatique. C'est le cas dans beaucoup de grands groupes, comme les invertébrés. Il est fort possible que nombre d'entre elles disparaissent avant même d'avoir été découvertes.

### Flore
La végétation du parc national de Marojejy est extrêmement diversifiée, étant vraisemblablement l'une des plus riches de l'île tout entière. Les microclimats du Marojejy affectent la vitesse de croissance des plantes, avec des pentes orientales où la croissance est plus rapide, alors que les pentes occidentales montrent une croissance des plantes beaucoup plus lente ; la végétation des crêtes et des sommets, plus exposée aux vents forts et où les sols sont maigres et moins riches, est également particulière. Plus de 2 000 espèces de plantes à fleurs (Angiospermes) ont été découvertes jusqu'à présent. Au moins quatre familles de plantes sont trouvées à toutes les altitudes : les Clusiaceae et les Poaceae qui sont assez courantes, alors que les Myrsinaceae et les Elaeocarpaceae sont rares. En 2019, des chercheurs de l'Académie des sciences de Californie ont découvert une nouvelle espèce de plante Gravesia serratifolia, endémique du parc de Marojejy.

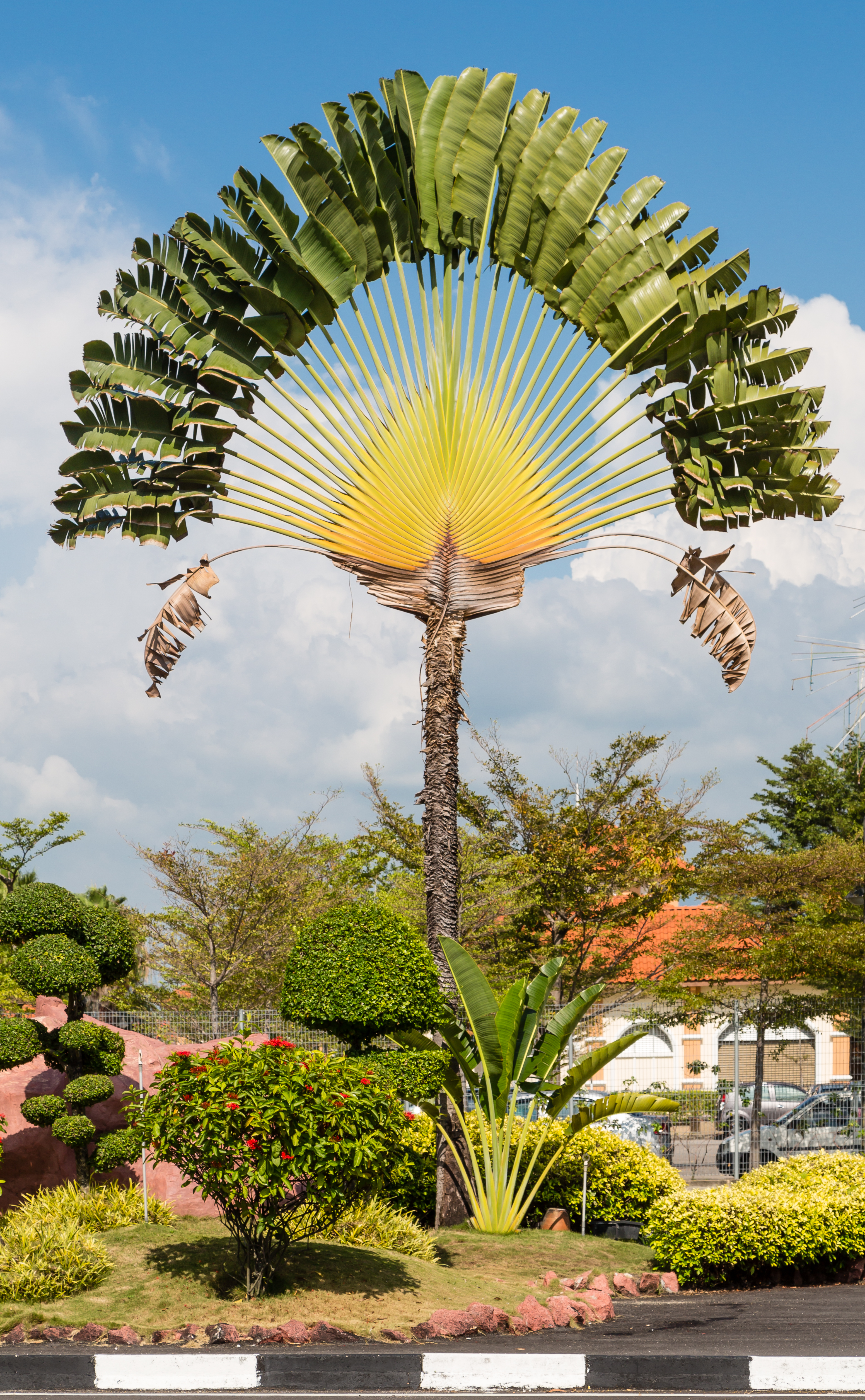
Un arbre du voyageur (Ravenala madagascariensis), très commun dans les forêts secondaires du parc.

Il y a quatre types fondamentaux de forêt dans le Marojejy, :
- Forêt dense humide sempervirente de basse altitude : moins de 800 m[C 5],[B 3], la diversité des espèces est maximale[12] grâce aux pluies abondantes, à un temps constamment chaud et étant abritée des vents forts[B 3]. La canopée de la forêt primaire est dense avec de très hauts arbres pouvant atteindre des hauteurs de 25 m-35 m[C 5],[B 3]. De nombreux troncs mesurent plus de 30 cm de diamètre[C 5]. Une grande diversité de palmiers, d'épiphytes et de fougères est également présente[B 3] avec 130 espèces de fougères et plantes alliées recensées dans cette zone[C 5]. Les forêts secondaires sont composées en partie de bambous, de gingembres sauvages ou longoza (genre Aframomum), de l'arbre du voyageur (Ravenala madagascariensis), communes dans ces zones dégradées[B 3],[17]. Les familles de plantes à fleurs recensées comprennent les Sapotaceae, les Rubiaceae, les Euphorbiaceae, et les Myrsinaceae. Les familles de plantes herbacées les plus communes sont les Poaceae, les Lamiaceae, les Acanthaceae, les Gesneriaceae, les Melastomataceae et les Balsaminaceae. Ce type de forêt de basse altitude couvre environ 38 % de la surface totale du parc[C 5].

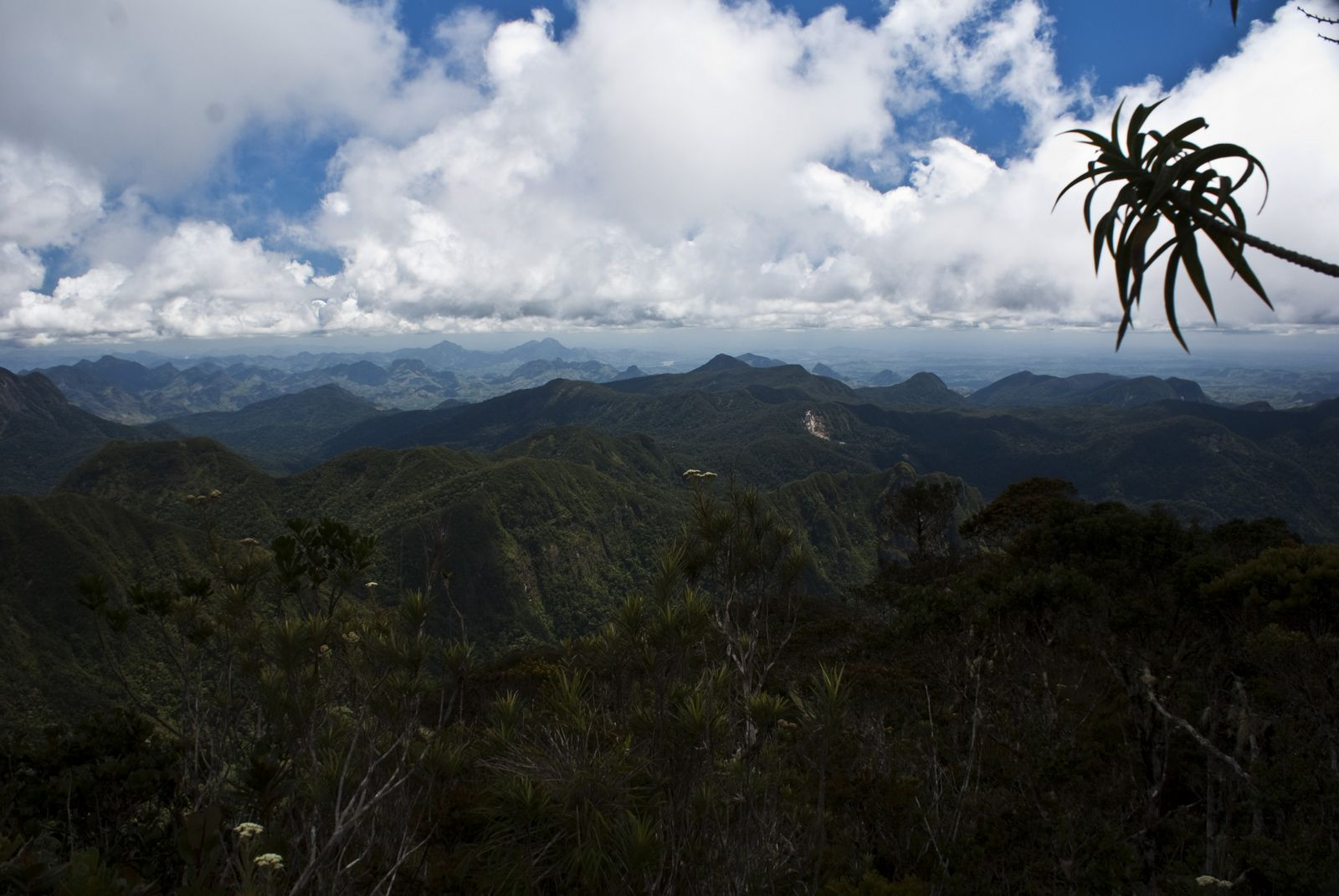
Forêt de nuages, dense et sclérophylle, vue du sommet ; elle est composée d'arbres moins grands que dans les forêts trouvées aux plus basses altitudes.

- Forêt tropicale humide de montagne : entre 800 m et 1 400 m d'altitude, couvrant également 38 % de la surface totale du parc[C 5],[B 3]. Les arbres et les buissons deviennent de plus en plus petits au fur et à mesure que la température baisse et que les sols s'appauvrissent[B 3], et les fougères arborescentes sont de plus en plus abondantes avec l'augmentation de l'altitude[12]. Les températures plus basses entraînent la condensation de l'humidité qui se dépose sans former de brumes[17]. Le passage des forêts de basse altitude à celles de moyenne altitude est progressif[12]. La canopée atteint encore des hauteurs de 18 m à 25 m[C 5],[B 3] et les épiphytes appréciant le soleil, les arbustes et les autres espèces terrestres profitent de ces zones plus ensoleillées. L'augmentation du taux d'humidité favorise également les mousses[B 3]. Les familles des Rubiaceae, des Euphorbiaceae, des Myrtaceae, des Arecaceae, des Pandanaceae et des Burseraceae sont les plus courantes dans cette zone[C 5]. La biomasse est ainsi plus importante aux altitudes inférieures avec de grands arbres mais la biodiversité augmente à moyenne altitude car si les arbres sont plus petits, ils sont davantage recouverts de nombreux épiphytes dont les fougères, les mousses et les orchidées.
- Forêt dense sclérophylle de haute montagne : entre 1 400 m et 1 800 m d'altitude, elle couvre 11,5 % de la surface du parc. Les arbres sont nettement plus petits, tordus et rabougris, avec une canopée n'excédant pas une hauteur maximum comprise entre 10 m et 15 m[B 3],[12],[C 9]. Les familles de plantes les plus courantes sont les Lauraceae, les Rubiaceae, les Clusiaceae et les Araliaceae[C 9]. Le sol dans la forêt de nuage est riche, et les mousses et lichens couvrent les branches des arbres[B 3],[12]. Pas moins de 122 espèces de fougères et plantes alliées poussent dans cette zone[C 9]. Les températures sont plus basses et d'épaisses masses nuageuses apportées par les vents d'est couvrent souvent la forêt[B 3]. Le taux d'endémisme est très élevé. Cette zone est très inflammable à cause de l'épaisse couche d'humus[18].

- Fourré montagnard : au-dessus de 1 800 m d'altitude, et ne représentant qu'environ 1,5 % de la surface du parc, la dernière fruticée intacte à Madagascar y est trouvée. Contrairement à d'autres montagnes de l'île, celle-ci n'a pas été détruite par un feu anthropique[C 5],[B 3]. La région est recouverte d'une fruticée sur des sols maigres et pauvres. La qualité du sol, les importants écarts de températures entre la nuit et le jour, le vent, l'exposition et les faibles précipitations sont autant de facteurs limitant le développement de la végétation[B 3] dont la hauteur n'excède pas 2 m[C 8]. La végétation est ainsi limitée à des fourrés d'arbustes bas et denses qui dominent avec quelques orchidées terrestres, des palmiers nains et des bambous également présents[B 3]. Les familles de plantes les plus couramment rencontrées sont les Poaceae, les Ericaceae, les Asteraceae, les Balsaminaceae, les Cunoniaceae et les Clusiaceae[C 8].

Parmi les nombreuses espèces de plantes trouvées sur le Marojejy, trente-cinq sont des palmiers dont certains sont en voie de disparition et ont des populations extrêmement faibles. Sept espèces sont endémiques du Marojejy, dont Marojejya insignis qui a été nommée d'après le massif.
Le nombre total de fougères et plantes alliées recensées dans le parc national du Marojejy à ce jour est de 292 espèces. Sur les 107 espèces décrites par Humbert entre 1948 et 1951, 15 espèces n'ont pas été retrouvées lors des inventaires de 1996 et 2001. La répartition de ces espèces, si elle reste également variable en fonction de l'altitude, dépend plus particulièrement du versant étudié ; ainsi le versant oriental présente la diversité de ptéridophytes la plus riche puisqu'il compte à lui seul 237 espèces. Madagascar compte actuellement environ 600 espèces de fougères et plantes alliées, ce nombre est probablement sous-estimé et de nombreuses espèces du Marojejy sont encore à décrire,,.
Le Marojejy abrite également quelques espèces rares de bois de rose et palissandre (genre Dalbergia), toutes endémiques de Madagascar. Le bois de rose ou andramena en malgache est un type de bois dur qui a une profonde couleur rouge, alors que le palissandre, comme le Dalbergia madagascariensis ne possède pas cette teinte. Deux des trois espèces de Dalbergia trouvées dans le Marojejy, D. madagascariensis et D. baronii sont inscrites en tant qu'espèces vulnérables sur la liste rouge de l'UICN, alors que D. louvelii est inscrite en tant qu'espèce menacée. Le parc ne possède plus que quelques grands spécimens des premiers nommés à cause de la surexploitation et sont même devenus exceptionnels dans un rayon de 5 km à la périphérie du parc. La dernière, D.louvelii, n'existe plus à l'extérieur du parc.

### Faune
Le parc national de Marojejy est particulièrement renommé pour ses deux espèces emblématiques que sont l'Eurycère de Prévost (Euryceros prevostii), et le Sifaka soyeux, généralement connu sous le nom de « Propithèque soyeux » ou Simpona (Propithecus candidus), en voie de disparition,,.

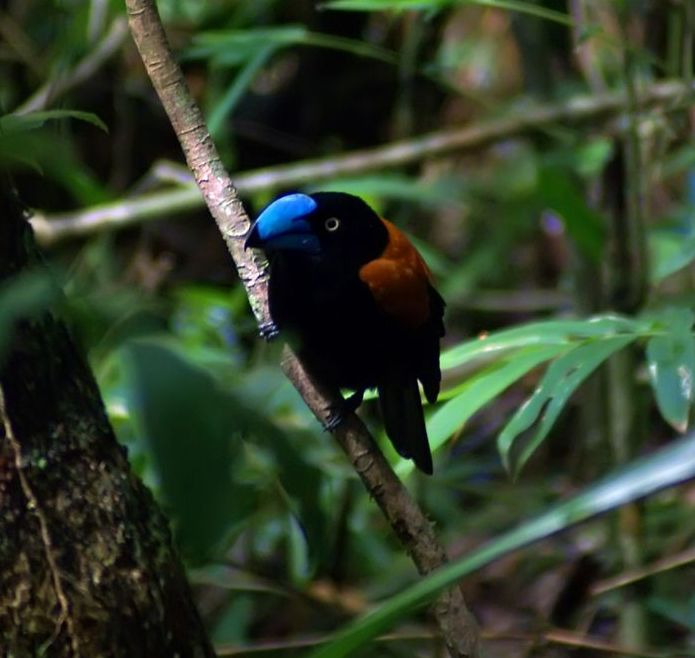
L'Eurycère de Prévost est un oiseau emblématique du parc national de Marojejy.
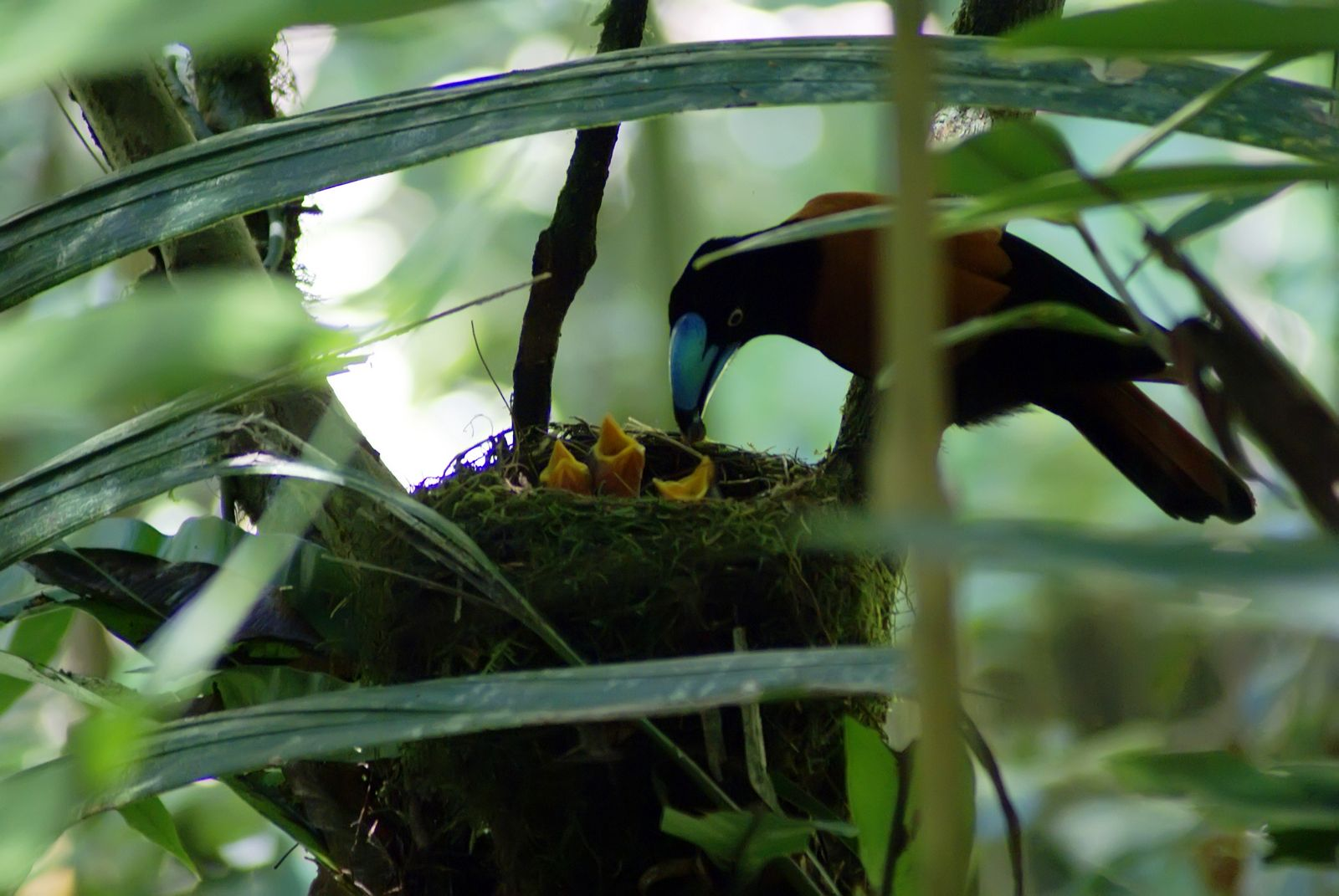
Un Eurycère de Prévost donne la becquée à ses trois petits dans leur nid.
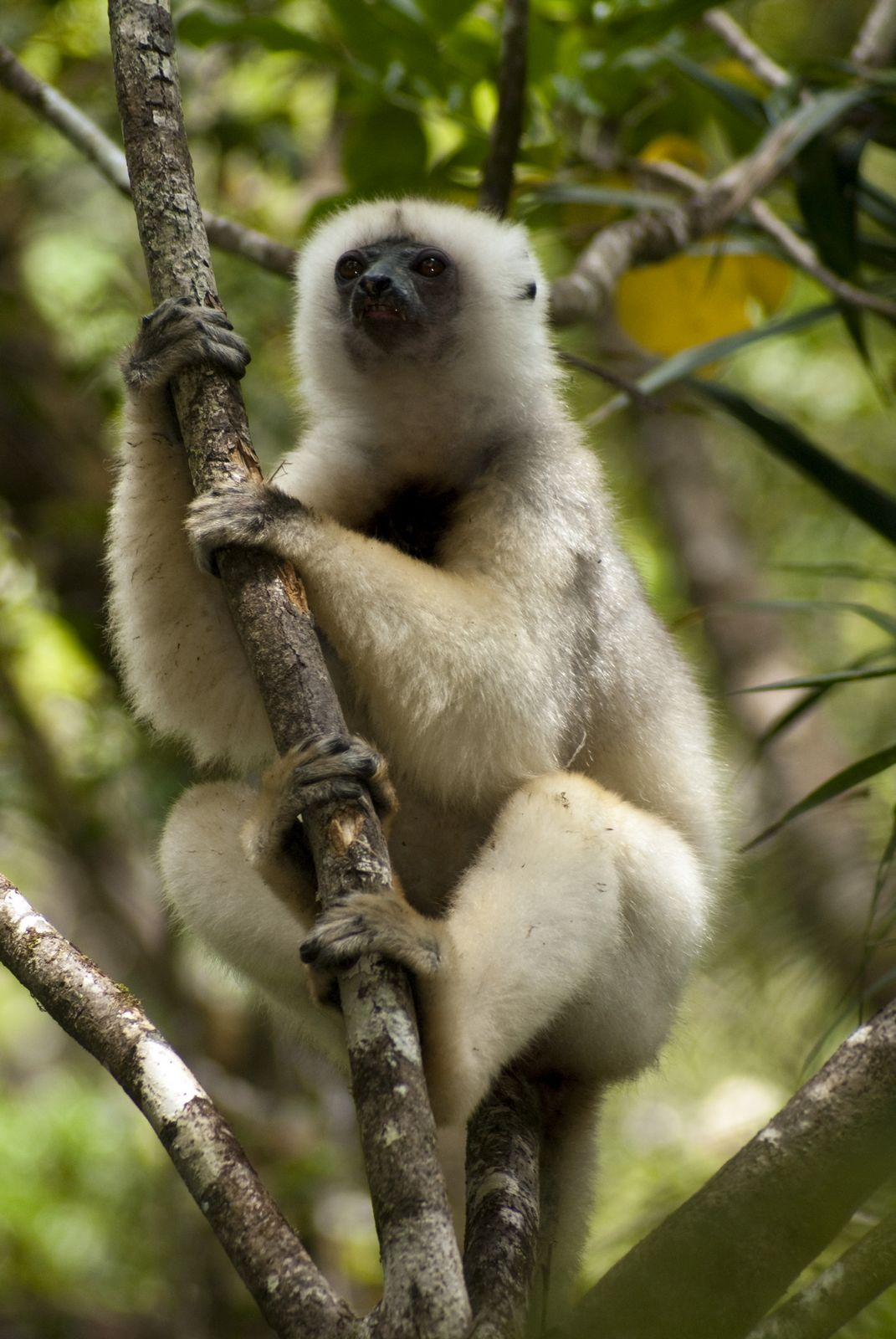
Un Sifaka soyeux (Propithecus candidus), une espèce en danger critique d'extinction selon l'UICN.
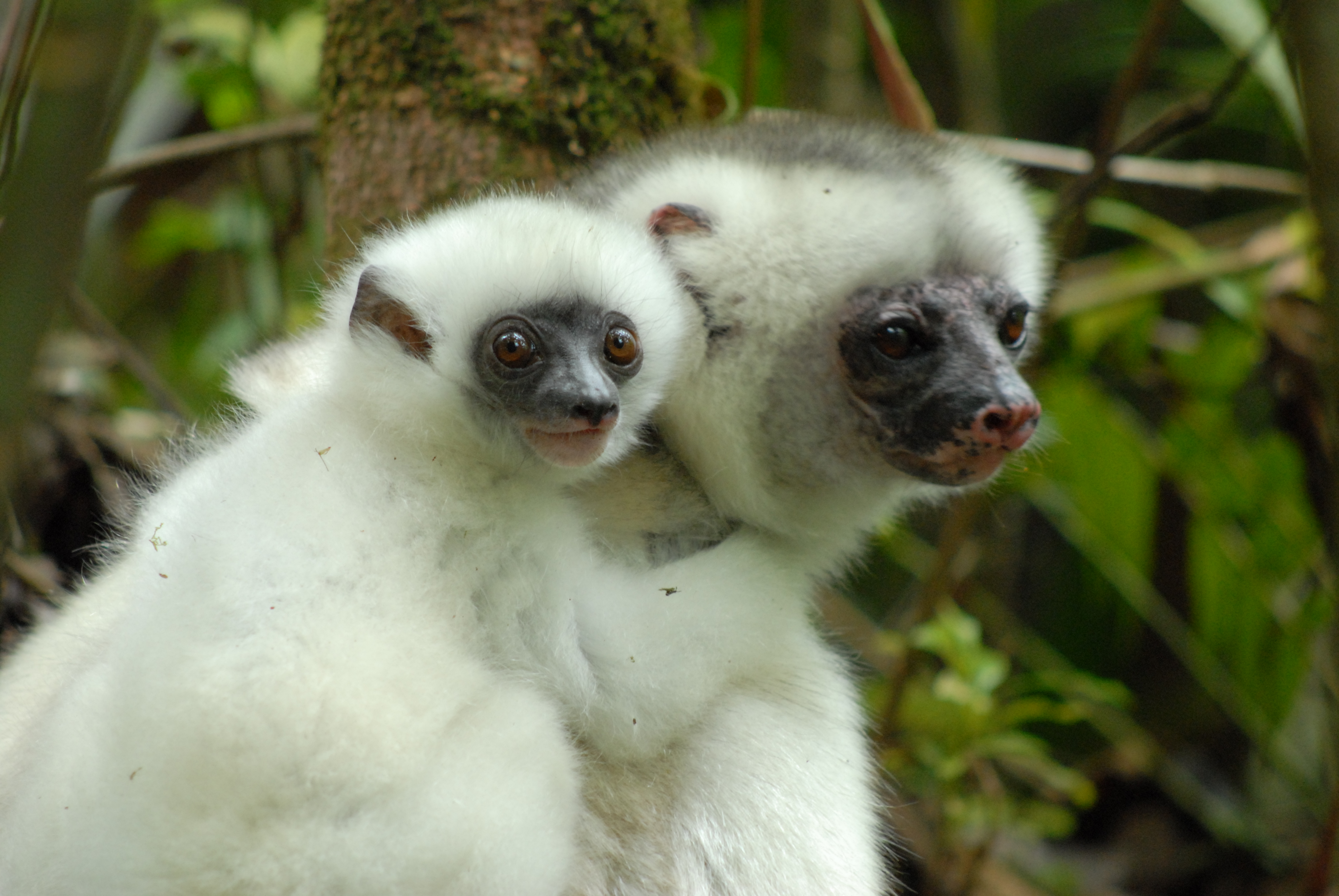
Une mère Sifaka soyeux et son petit.

La richesse de la faune du parc national de Marojejy s'illustre également par la diversité d'oiseaux, de mammifères, d'amphibiens et de reptiles rencontrés.
Par exemple, sur les 118 espèces d'oiseaux recensés sur le Marojejy et à proximité, 75 (64 %) sont des oiseaux forestiers, taux qui dépasse tous les autres sites de montagne à Madagascar. Tous ces oiseaux dépendants de la forêt sont des espèces endémiques à Madagascar et utilisent la forêt pour une partie de leur cycle de vie. L'une de ces espèces d'oiseaux est le Serpentaire de Madagascar (Eutriorchis astur), aperçu en 1990 après être passé inaperçue des ornithologistes depuis 1932.

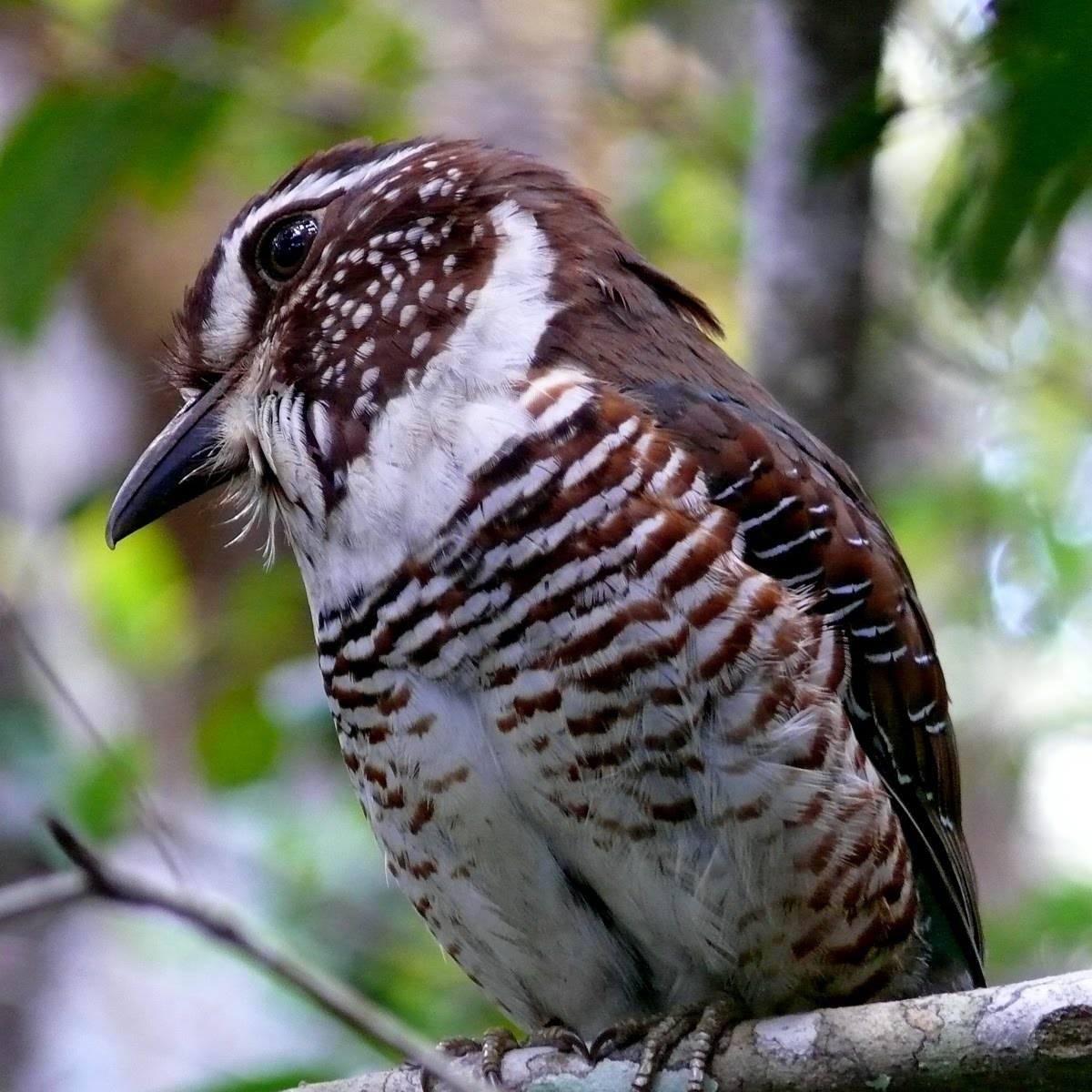
Brachyptérolle pittoïde.
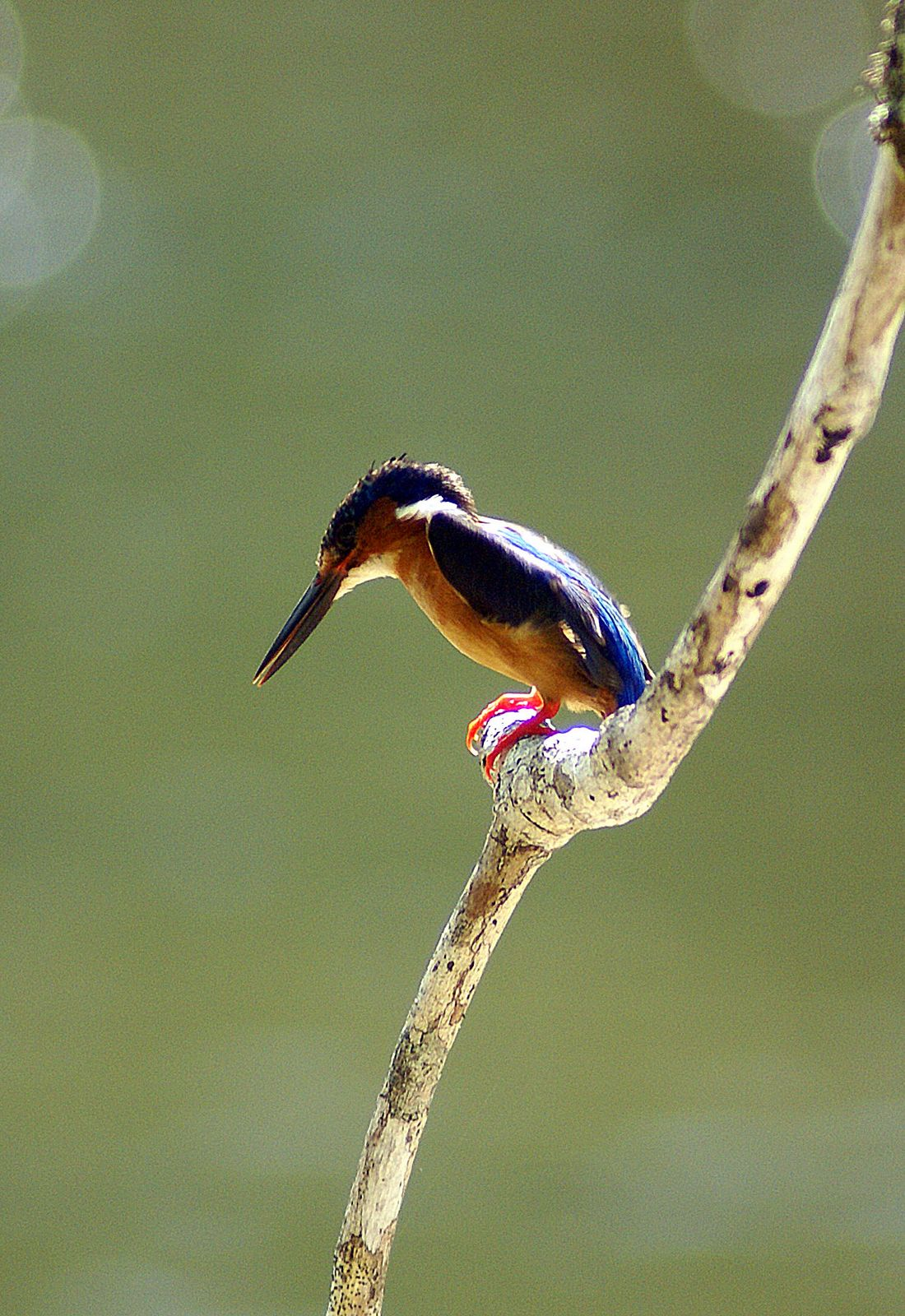
Martin-pêcheur vintsi.
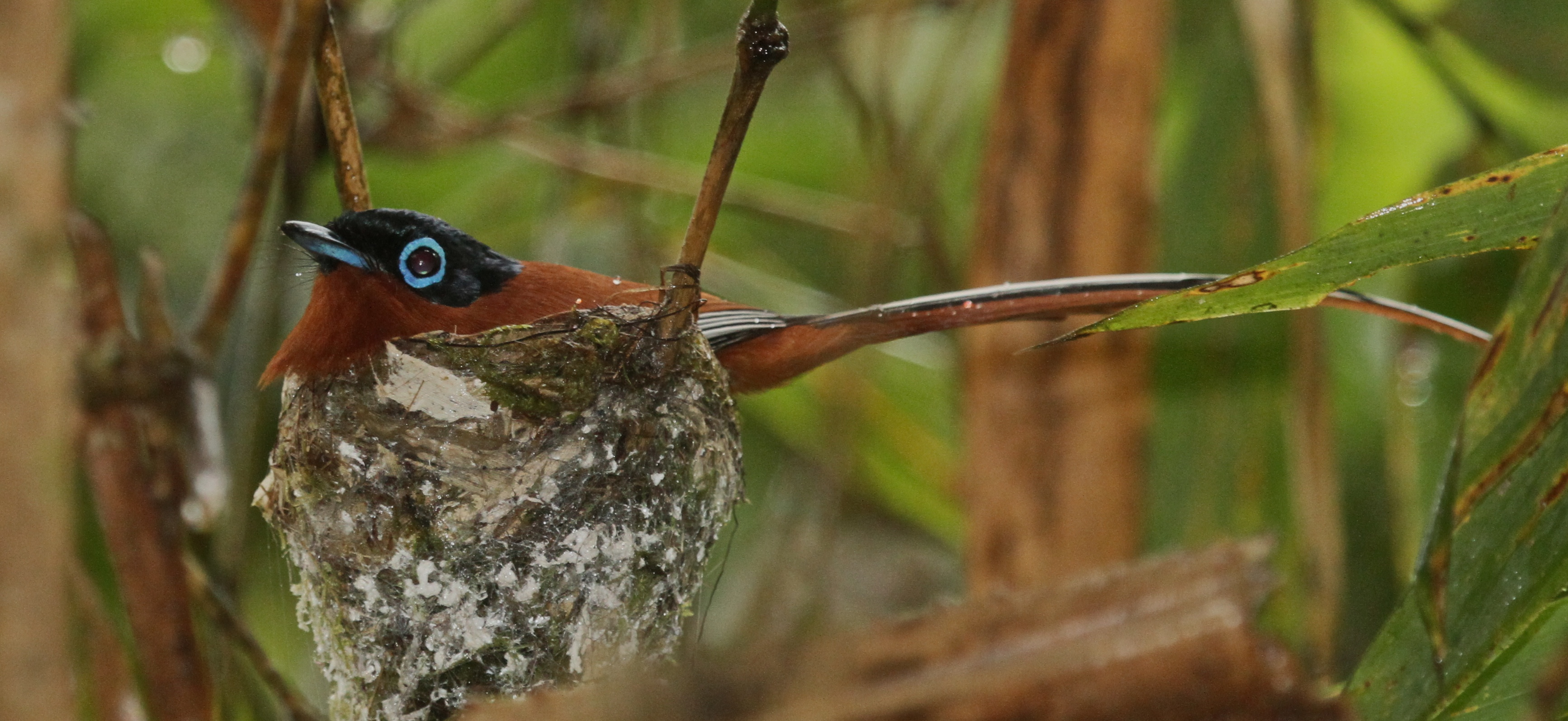
Tchitrec malgache.

En plus du Propithèque soyeux, le Marojejy est le territoire de 10 autres espèces de lémuriens,, (pour un total de 11 espèces de lémuriens dans le parc), dont plusieurs sont menacées essentiellement à cause de la perte de leur habitat. Le Propithèque soyeux a été inscrit sur la liste The World's 25 Most Endangered Primates depuis l'établissement de cette liste en 2000. Conformément aux estimations récentes, il y aurait moins de 1 000 individus de cette espèce en liberté et aucun en captivité. En 2018, a été mis en place, au sein du parc, une aire protégée de 44 hectares pour protéger le Propithèque soyeux. Cette aire protégée, abritant seulement cinq Propithèques soyeux, a été mise en place à cause du danger que représente le réchauffement climatique pour cette espèce déjà en voie de disparition. L'espèce nocturne, l'Aye-aye n'a été vu qu'une seule fois dans le parc, encore s'agissait-il d'un ancien nid, quelques indices de sa présence par les marques laissées lorsqu'il s'alimente ont été trouvées à différentes altitudes. D'autres mammifères incluent 15 espèces apparentées aux tenrecs, sept espèces de rongeurs endémiques et le fossa (Cryptoprocta ferox).

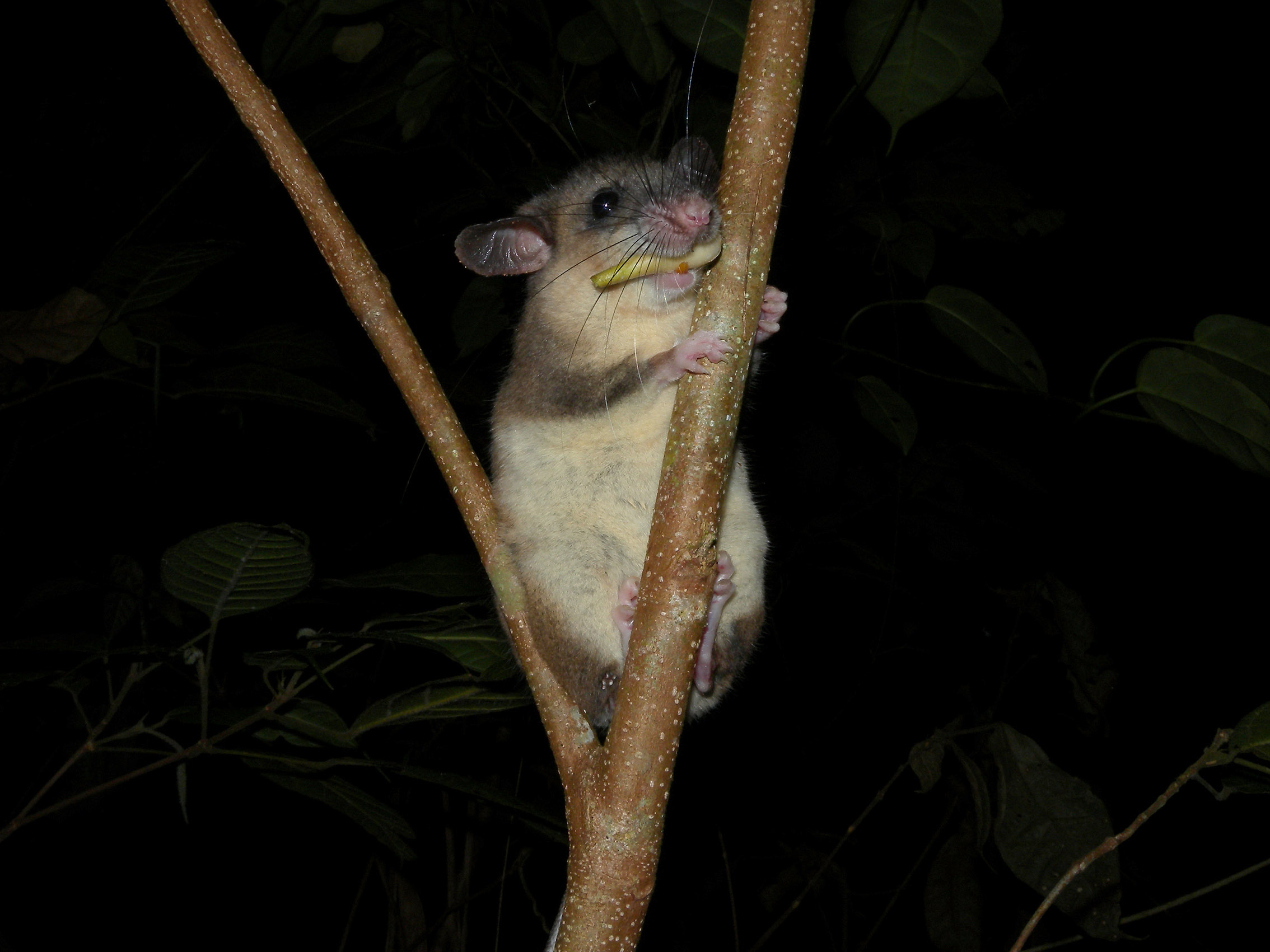
Eliurus sp.
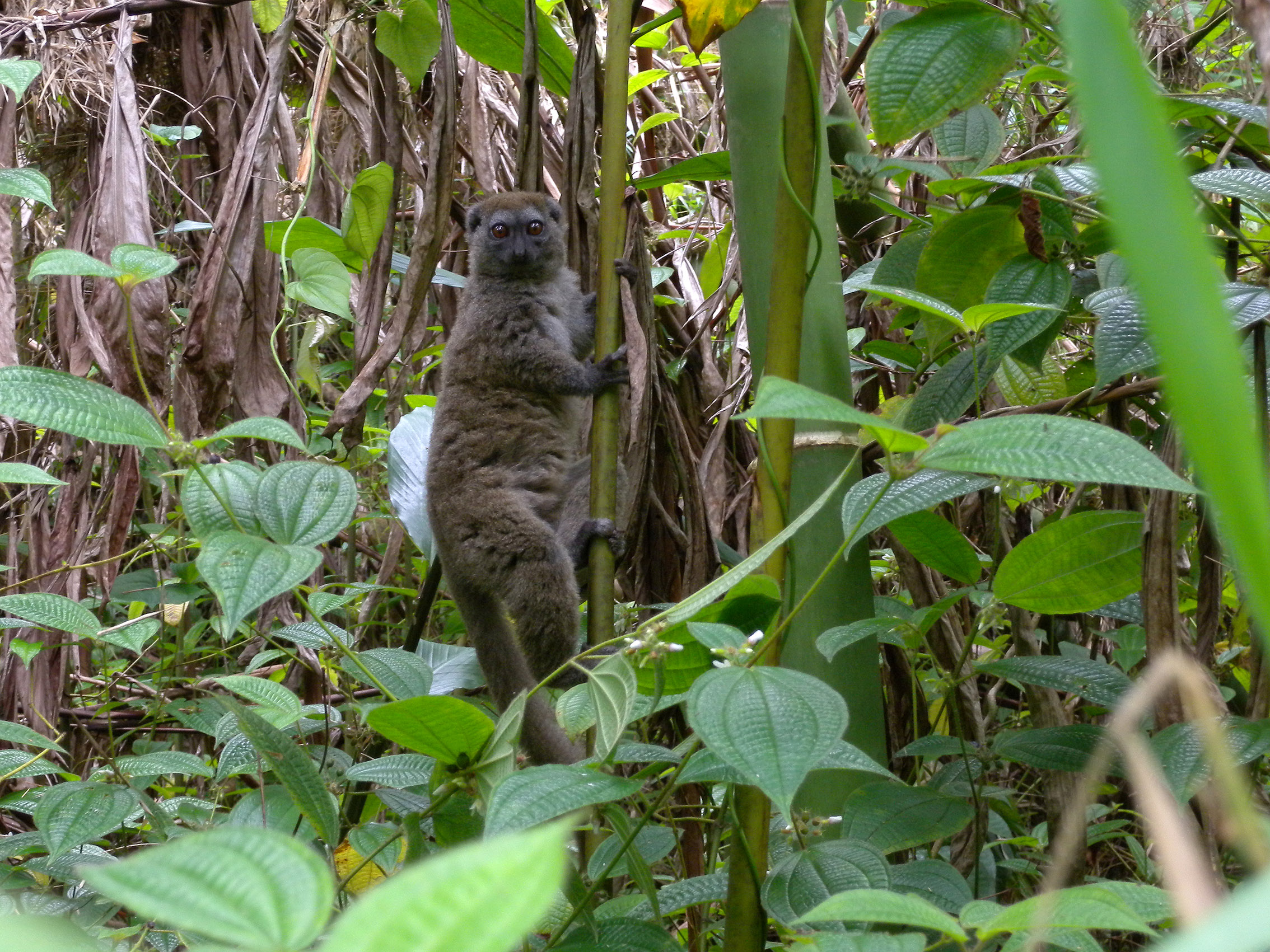
Hapalémur gris.
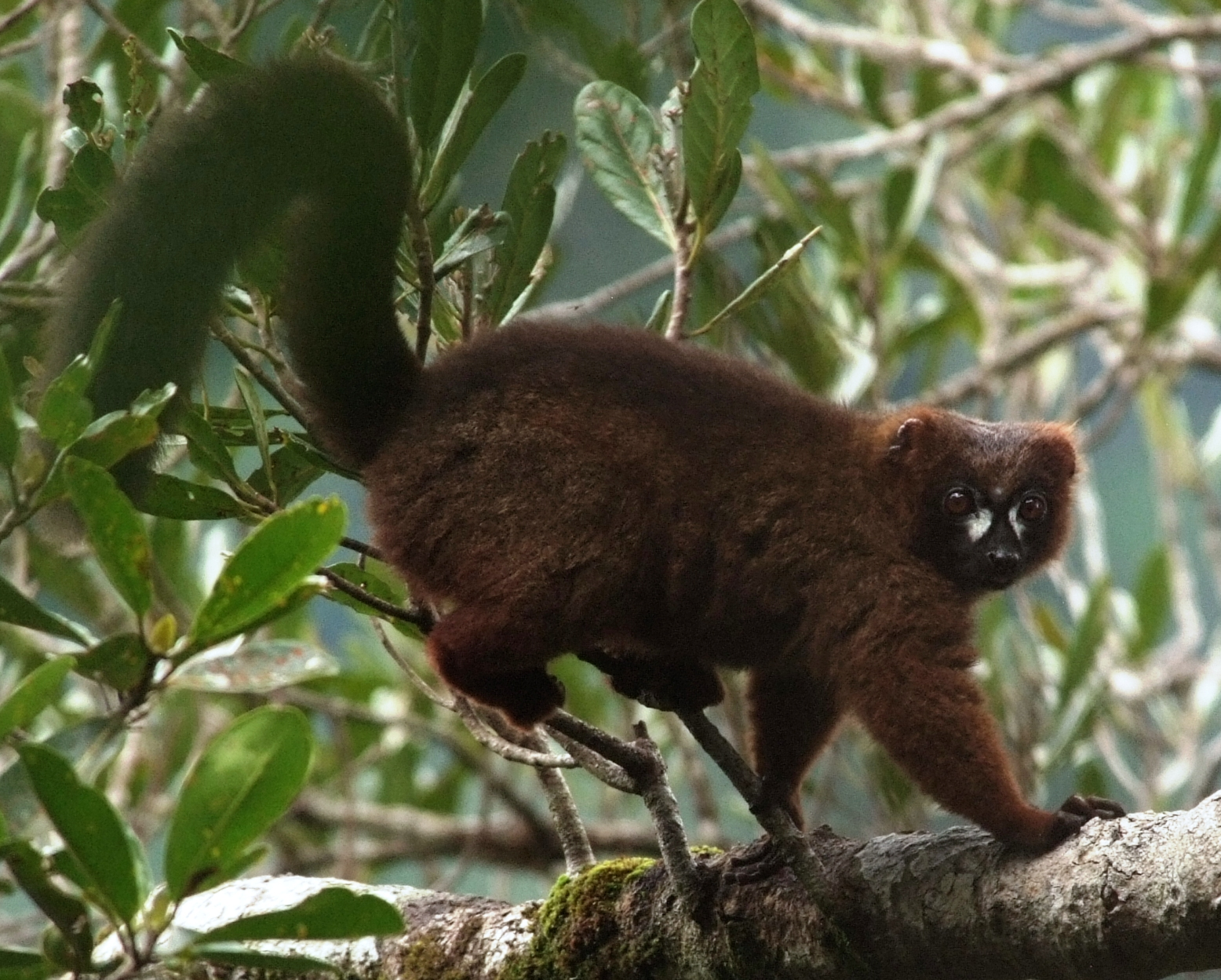
Lémur à ventre roux.
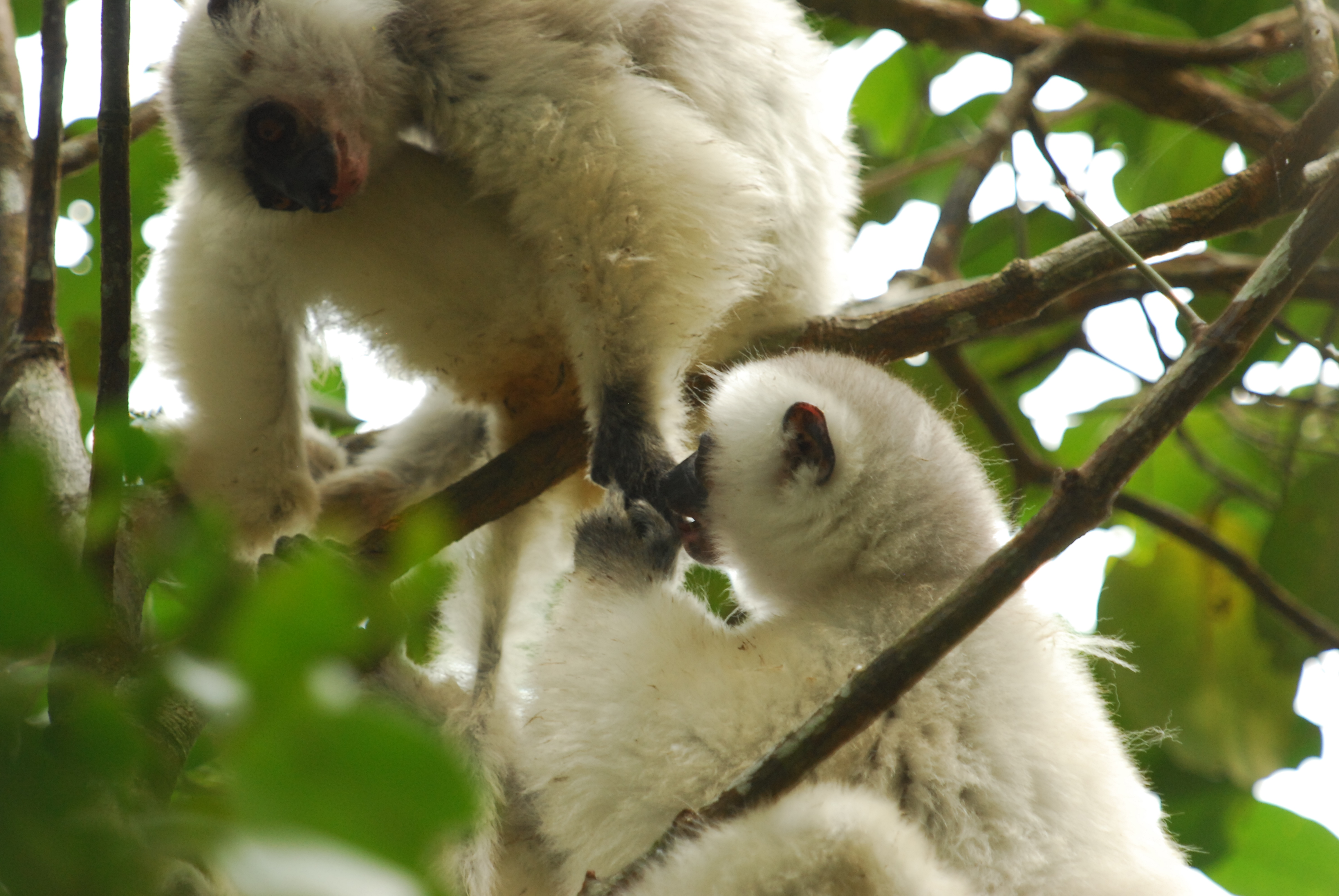
Sifaka soyeux.

La diversité des reptiles et des amphibiens du Marojejy est également riche, bien plus que celles des autres aires protégées de Madagascar. Un total de 148 espèces a été inventorié, dont 17 ne se trouvent qu'au Marojejy, notamment Brookesia karchei et Calumma peyrierasi, deux des nombreuses espèces de caméléons trouvées ici, comme le Caméléon panthère (Furcifer pardalis). Les uroplates, d'étranges geckos à queue plate (Uroplatus spp.), sont également un des genres de reptiles habitant le parc. Plus de 60 espèces d'amphibiens ont été recensées dont des espèces typiquement septentrionales ou localisées comme Mantella manery ou Gephyromantis tandroka et G. rivicola mais également des espèces de Stumpffia ou de Boophis. Les invertébrés sont nombreux comme les grands mille-pattes dont Zoosphaenium smaragdinum ou Z. viridissimum endémiques du Marojejy, les araignées et les petites sangsues.

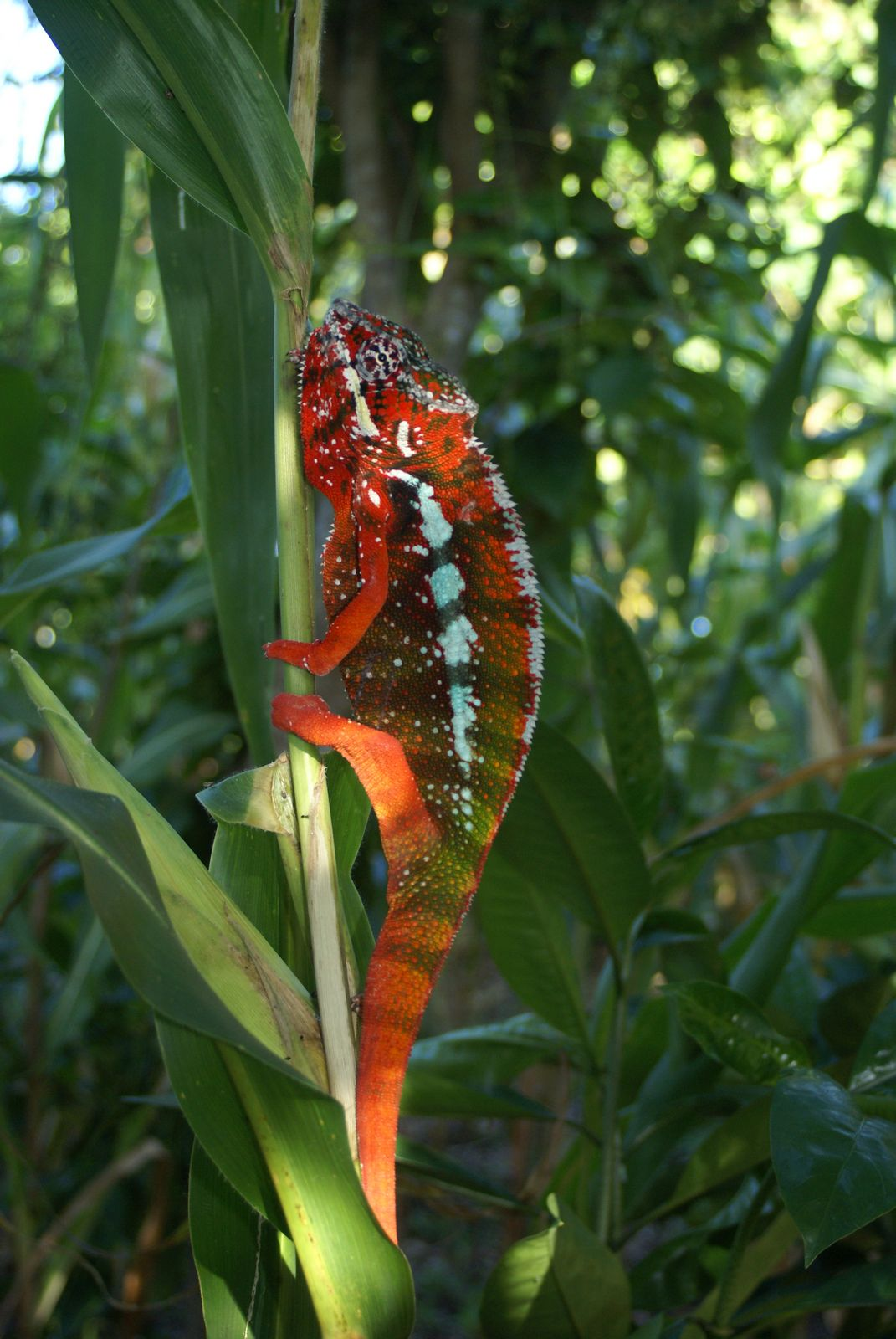
Le très coloré Caméléon panthère.
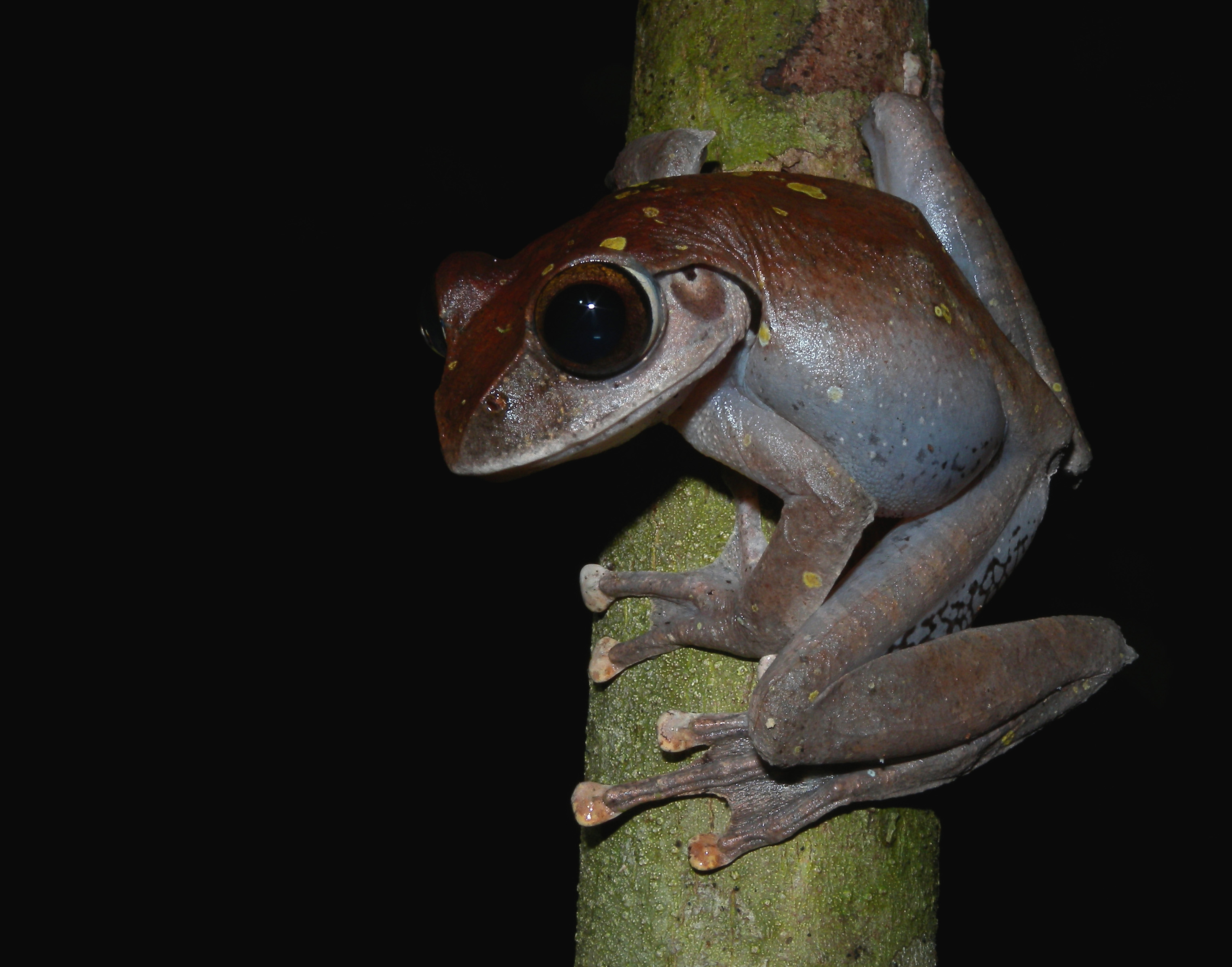
Boophis sp.
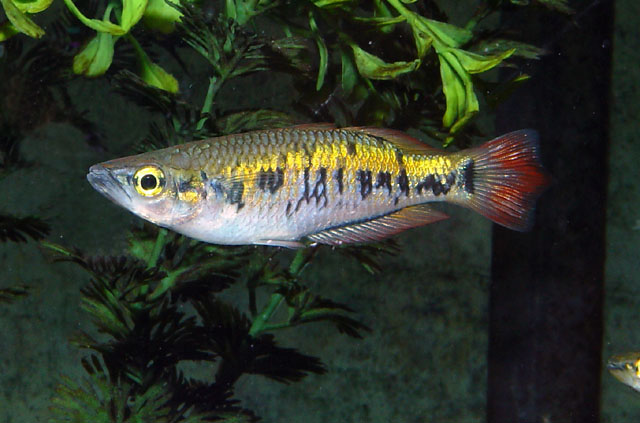
Bedotia marojejy.

## Campements et infrastructures
Le parc national de Marojejy est ouvert toute l'année, les guides Bradt suggérant les périodes d'avril-mai et de septembre à décembre comme les meilleures périodes avec des précipitations moins élevées,. Le parc est le seul de tous les parcs nationaux de Madagascar qui soit en mesure de proposer de dormir dans des bungalows en bois, un abri pour prendre les repas, une cuisine et des toilettes dans chacun de ses trois campements aménagés au sein de la forêt pluviale,. La prestation proposée fournit les lits et la literie, permet l'utilisation de l'aire de repas et de la cuisine dotée d'ustensiles suffisants. Les trois campements proposent également des espaces pour recevoir les tentes des campeurs,. Des espaces de camping sont également disponibles à l'extérieur du parc car les seules autres possibilités de logement se trouvent à Andapa ou à Sambava. Compte tenu de la géographie du parc et des infrastructures proposées, le parc ne peut pas accueillir de grands groupes. Selon le guide Bradt, il est préférable d'établir son itinéraire à l'avance et de procéder aux réservations. La gestion du parc est actuellement assurée par Madagascar National Parks.
Le paiement des tickets d'entrée, de la location des campements, des frais de guidage, de portage ou du salaire des cuisiniers se font soit au bureau du parc à Andapa, soit directement au centre d'accueil des visiteurs de Manantenina, qui se trouve le long de la route Andapa-Sambava, à 66 km de Sambava et à 40 km d'Andapa,. Le parc ne possède qu'une seule piste allant du centre d'information à Manantenina jusqu'au sommet,. La piste est divisée en trois tronçons pour relier les trois campements à travers la forêt en montant progressivement en altitude et découvrir les types distinctifs de la flore et de la faune au fur et à mesure des étages,.

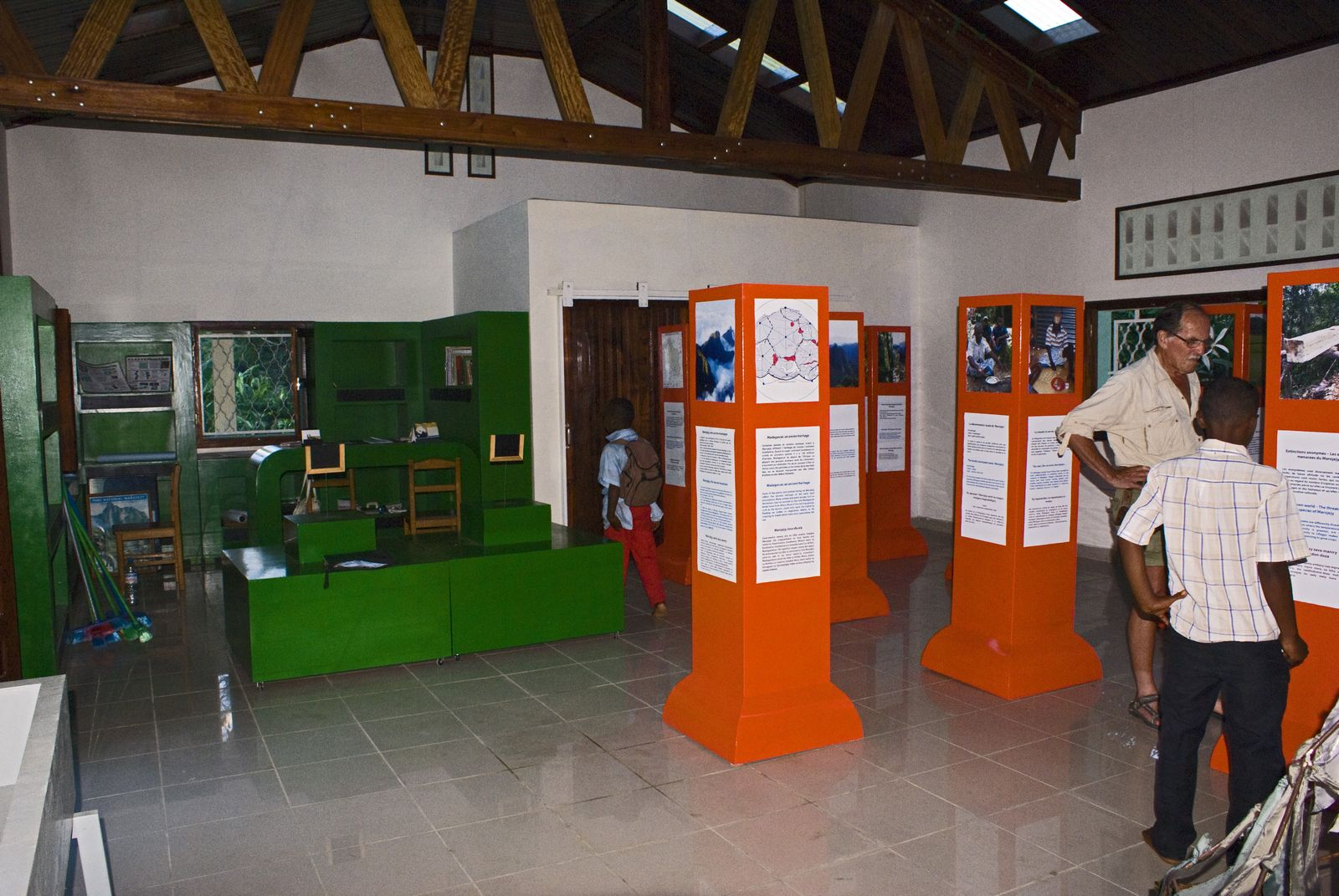
Le centre d'accueil des visiteurs du parc national de Marojejy à Manantenina, en 2009.

La première partie de la marche, parfois appelée « circuit Mantella », emmène les visiteurs depuis le village de Mandena jusqu'à une aire de pique-nique 2,5 km plus loin, appelée « le Kiosque ». Le premier campement, le camp Mantella, est situé à 4,5 km du kiosque en pénétrant à l'intérieur de la forêt. Le camp est situé dans la forêt humide de basse altitude juste au-dessus de la rivière Manantenina et à une altitude de 450 m,. Le camp est à 800 m de la cascade d'Humbert, et peut permettre d'observer de près des lémuriens comme l'Hapalémur gris (Hapalemur occidentalis) ; de nombreuses espèces d'oiseaux comme l'Eurycère de Prévost ainsi que de nombreuses espèces d'amphibiens et de reptiles comme les uroplates, les caméléons du genre Brookesia et de nombreuses espèces de grenouilles.
Les 2 km suivants sont connus sous le nom de « circuit Simpona » ; ce nom provient du nom malgache donné au Propithèque soyeux, trouvé dans cette zone du parc. La piste mène jusqu'au camp Marojejia, dont le nom provient d'une espèce de palmier endémique, Marojejya insignis, poussant notamment à proximité de ce camp, situé à une altitude de 775 m à la jonction des forêts pluvieuse de basse altitude et de montagne,,. Le campement est accroché sur un flanc de montagne et son abri-repas surplombe une vaste forêt en offrant une vue magnifique sur le pic d'Ambatotsondrona ou « rocher penché »,. Le camp Marojejia est souvent désigné comme étant le meilleur pour l'observation des Propithèques soyeux bien que l'équipe du parc recommande de louer les services d'un pisteur pour permettre leur localisation.
Le circuit pour le sommet du Marojejy continue de sillonner la montagne sur 2 km jusqu'au camp Simpona, qui se situe au milieu de la forêt de nuages à une altitude de 1 250 m,. On trouve sur une ligne de crête, une plate-forme à proximité du campement offrant une vision panoramique de la forêt. Malgré la petitesse des arbres à cette altitude, il est toujours possible d'observer les Propithèques soyeux depuis les bungalows,. Les Brachyptérolles de Crossley (Atelornis crossleyi) ainsi que les Philépittes de Salomonsen (Neodrepanis hypoxantha) peuvent également être aperçues, alors que non loin du campement le long du ruisseau grouille une grande variété d'espèces de grenouilles. Le camp Simpona sert également de base pour la difficile ascension du sommet de Marojejy, le quatrième plus haut sommet de Madagascar. L'ascension serpente sur 2 km à travers une végétation épaisse et peut prendre jusqu'à quatre à cinq heures de marche,.

La piste pour le sommet du Marojejy passe à proximité des trois campements, le camp Mantella - 450 m d'altitude (à gauche), le camp Marojejia - 775 m d'altitude (au centre) et le camp Simpona - 1250 m d'altitude (à droite).
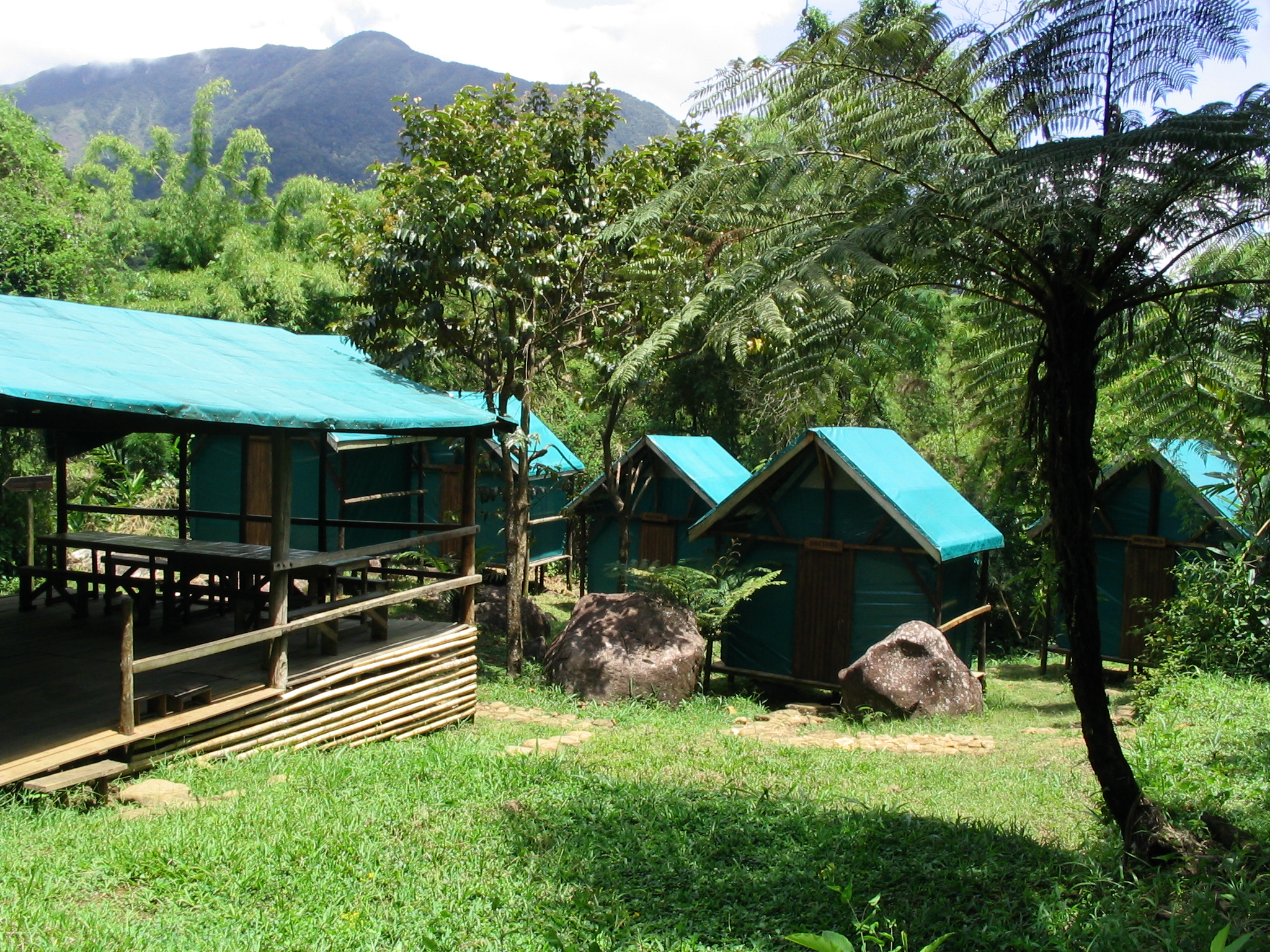
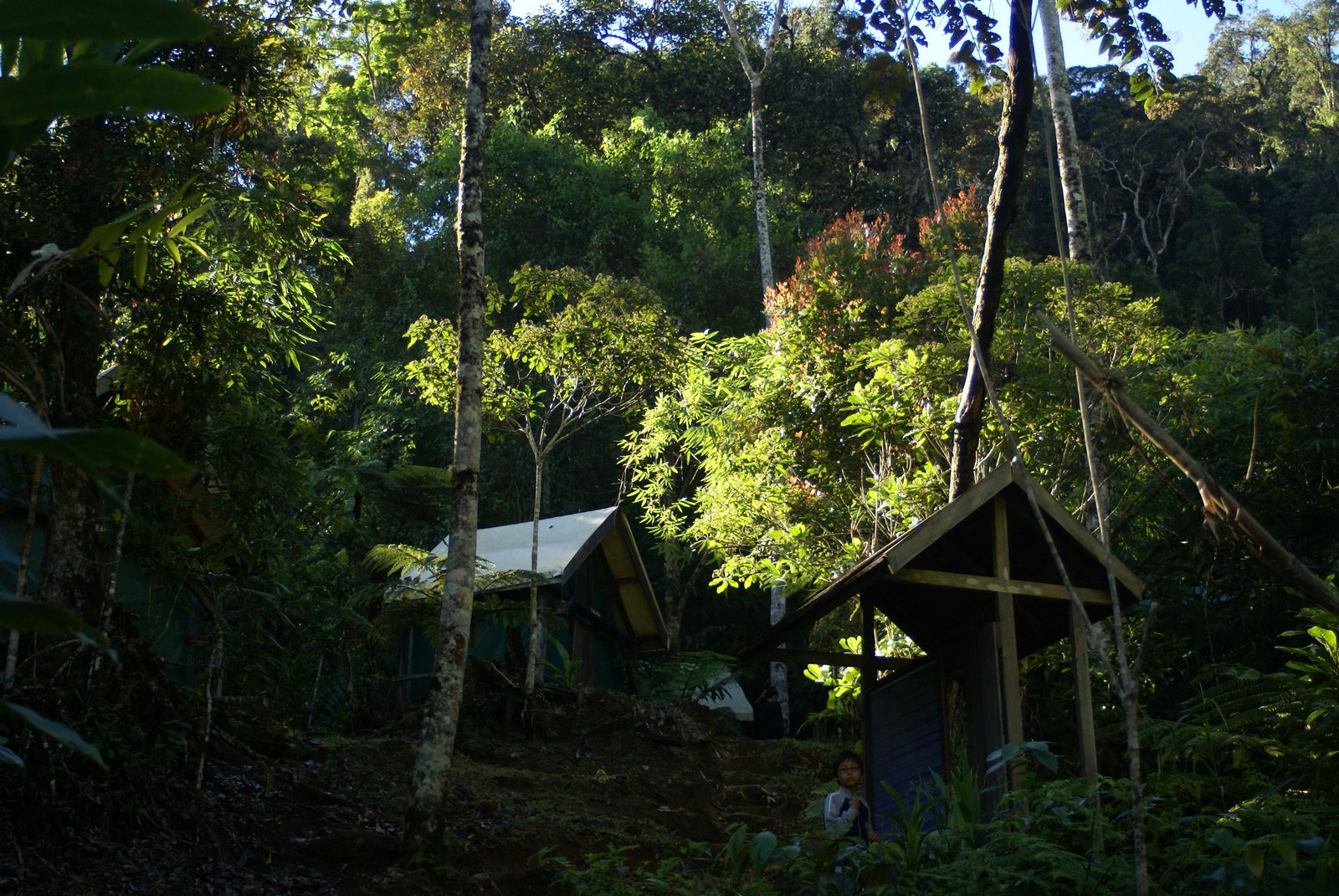
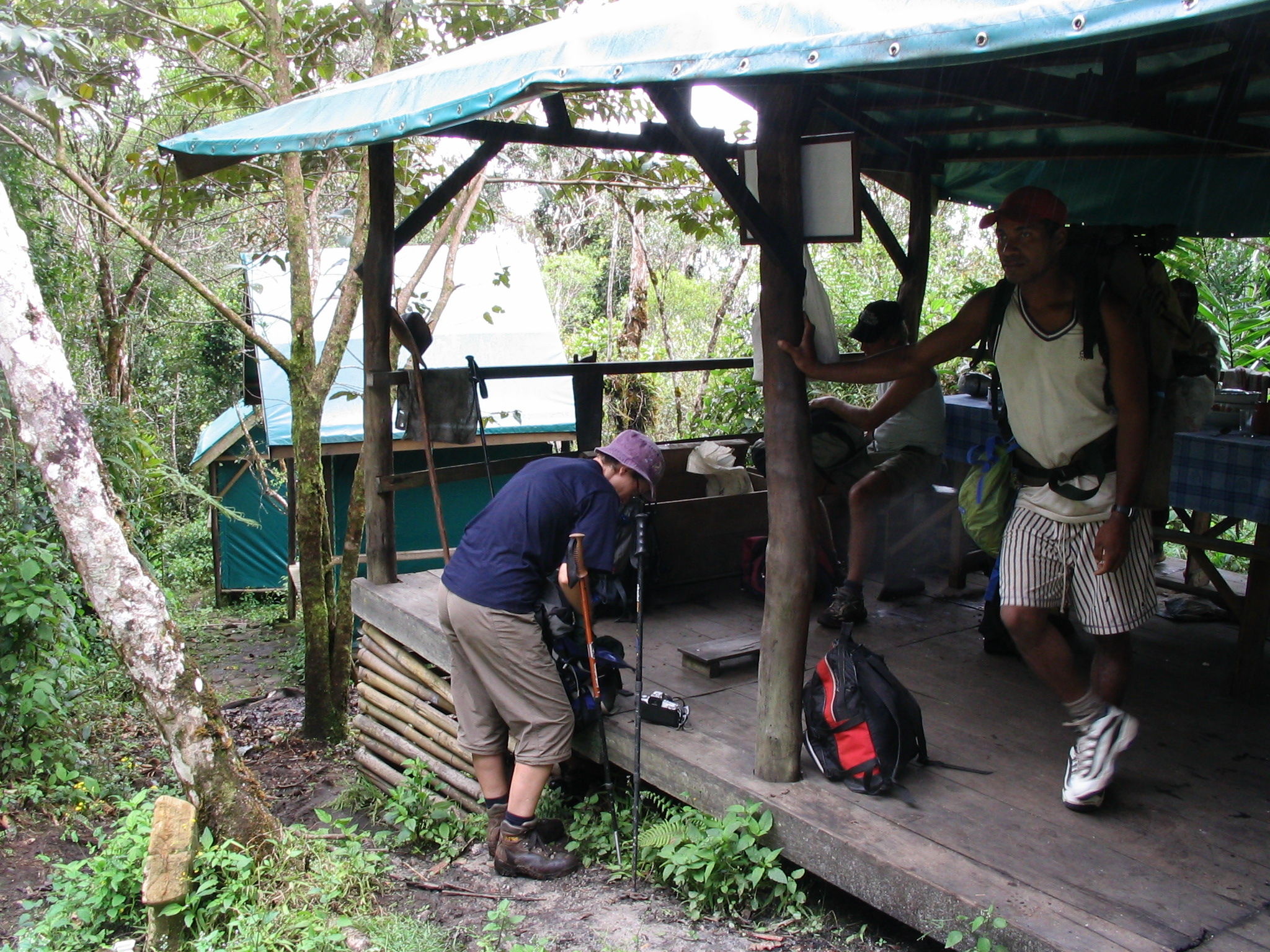

- La piste pour le sommet du Marojejy passe à proximité des trois campements, le camp Mantella - 450 m d'altitude (à gauche), le camp Marojejia - 775 m d'altitude (au centre) et le camp Simpona - 1 250 m d'altitude (à droite).

## Population

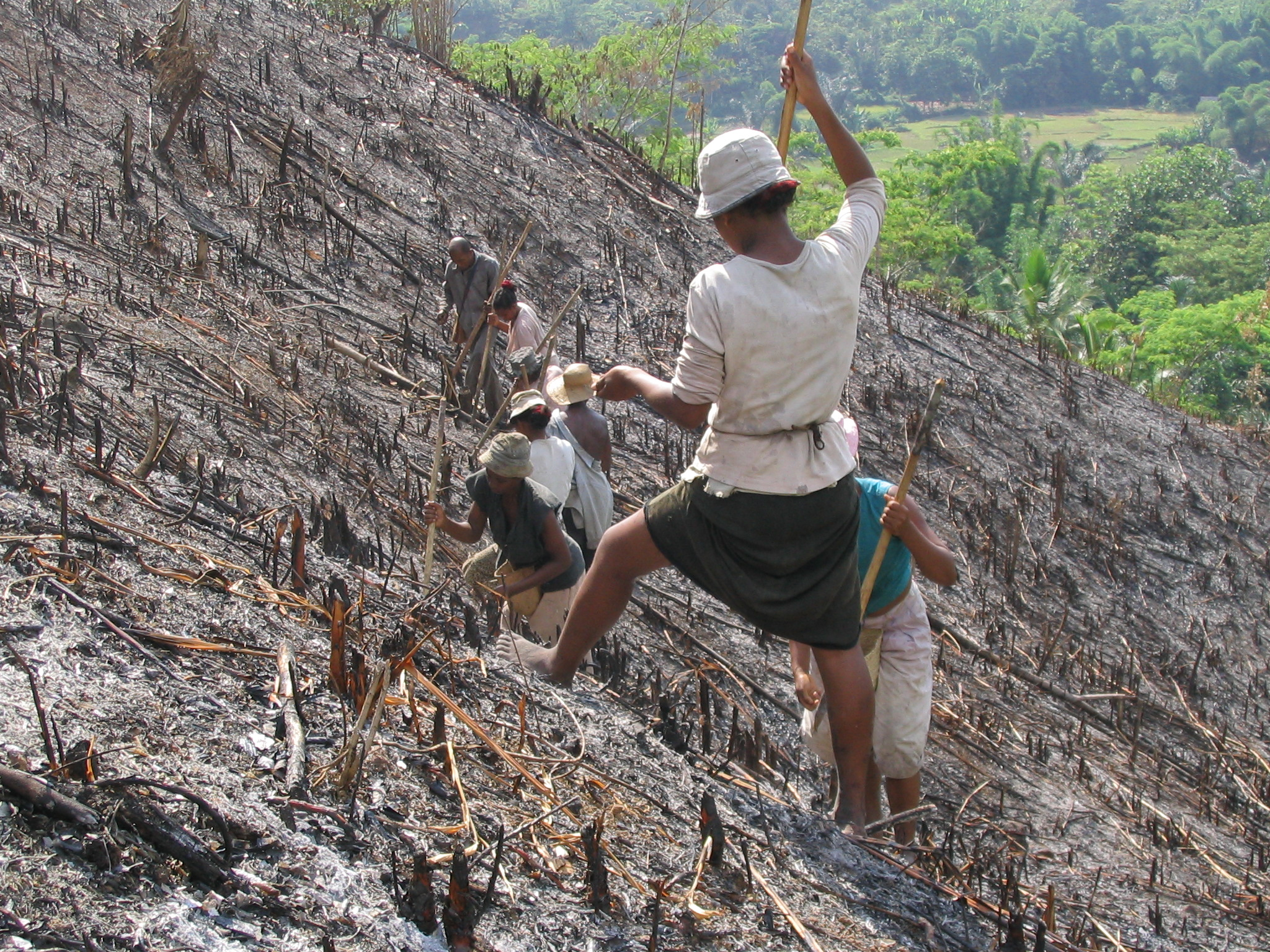
La plupart des habitants de la région du parc national de Marojejy pratique une agriculture vivrière.

Le bassin d'Andapa, entouré par les hautes montagnes aux flancs escarpés de Marojejy et d'Anjanaharibe-Sud, est longtemps resté difficile d'accès car très éloigné des voies de circulation habituelles. En conséquence il ne fut habité que tardivement, vers le milieu du XIXe siècle lorsque des réfugiés fuyaient la domination du royaume merina. Environ un demi-siècle plus tard, une autre vague de réfugiés s'installa dans la région, fuyant cette fois-ci les colons français. La population de la région restait cependant assez faible, malgré une dernière vague d'immigration ayant suivi la Première Guerre mondiale lorsque les gens de La Réunion arrivèrent pour cultiver la vanille. La population ne commença réellement à croître qu'à partir du début des années 1970 lorsque la construction de la route reliant Andapa et Sambava fut achevée, connectant ainsi le bassin à la côte. Cette nouvelle infrastructure facilitant grandement les transports encouragea le développement agricole et engendra d'autres vagues migratrices. Sur les trente dernières années, on estime que la population a triplé, avec désormais près de 100 000 personnes vivant dans la région en 2003. Avec 37 villages répartis sur la périphérie du parc national de Marojejy, la densité de population est désormais une des plus importantes à Madagascar et continue d'ailleurs d'augmenter. Les groupes dominants sont représentés par les Tsimihety (les premiers arrivants) et les Betsimisaraka, bien que d'autres provenant du sud soient également présents et bien établis,.

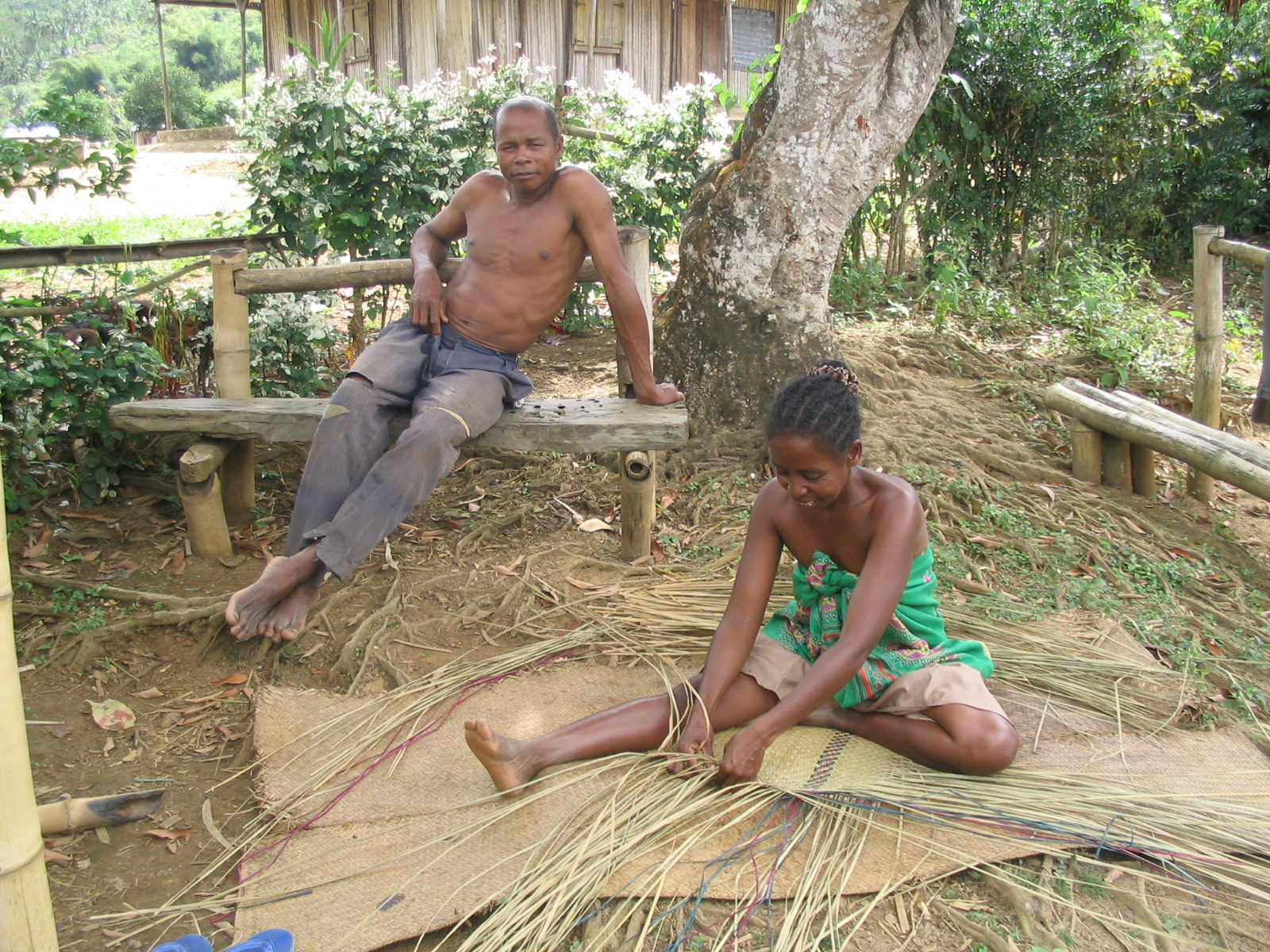
Les fibres sont couramment utilisées dans le tressage par les femmes et font partie de la vie traditionnelle des gens de la région. Les matériaux proviennent souvent des forêts.

Les habitants de la région ont recours aux matériaux en provenance de la forêt pour construire leurs maisons, leurs pirogues, pour trouver les fibres nécessaires au tissage, le bois de chauffe, la médecine traditionnelle à base de plantes médicinales (pharmacopée ancestrale) et même pour la fabrication de certaines de leurs boissons comme le betsa-betsa, boisson fermentée à base de canne à sucre ou d'ananas et de l'écorce de Melicope, bilahy en malgache. La plupart des habitants cultivent du riz et travaillent leurs rizières irriguées dans les vallées ou plantent sur les flancs des collines après les avoir défrichées et brûlées (brûlis connu localement sous le nom de tavy). Les marécages qui constituaient initialement les vastes étendues du bassin d'Andapa ont été convertis en rizières qui sont à présent intensément cultivées ; cependant les Tsimihety sont traditionnellement enclins à pratiquer la culture sur brûlis sur les collines plutôt que de travailler les rizières irriguées. Le café a été longtemps une culture de rente importante mais les prix du marché se sont effondrés dans le courant des années 1970, par contre la vanille reste encore un produit agricole important pour la région. Jusqu'au milieu des années 2000, les prix de la vanille se sont maintenus à des niveaux élevés mais ils ont ensuite chuté. Ce déclin, conjugué à une croissance démographique rapide et à une réduction notoire des surfaces cultivables, a résulté en une paupérisation extrême et croissante de la population. Entre janvier et avril, avant la principale récolte annuelle de riz, beaucoup de gens manquent cruellement de nourriture. La région SAVA, comprenant le Marojejy, est une des régions de Madagascar souffrant le plus des récentes crises économiques mondiales - particulièrement à cause du riz importé ce qui rend l'approvisionnement des populations locales plus difficile.

### Impact du parc national sur les populations locales
En raison de l'extrême pauvreté de la région, les organisations de conservation internationales (comme Conservation International, Wildlife Conservation Society et World Wide Fund for Nature) ont établi des programmes pour aider les populations locales, mais de nombreuses personnes issues de ces régions travaillent à l'amélioration de leur situation à travers des programmes environnementaux, de santé et de sensibilisation. Une amélioration avec l'apport de nouvelle techniques agricoles issues de l'agriculture soutenable, l'arrivée de l'agroforesterie, des efforts au niveau de la conscience environnementale ainsi qu'une amélioration de l'éducation et des soins de santé sont des buts poursuivis pour rechercher des alternatives économiques pérennes et permettre la protection de la nature. 

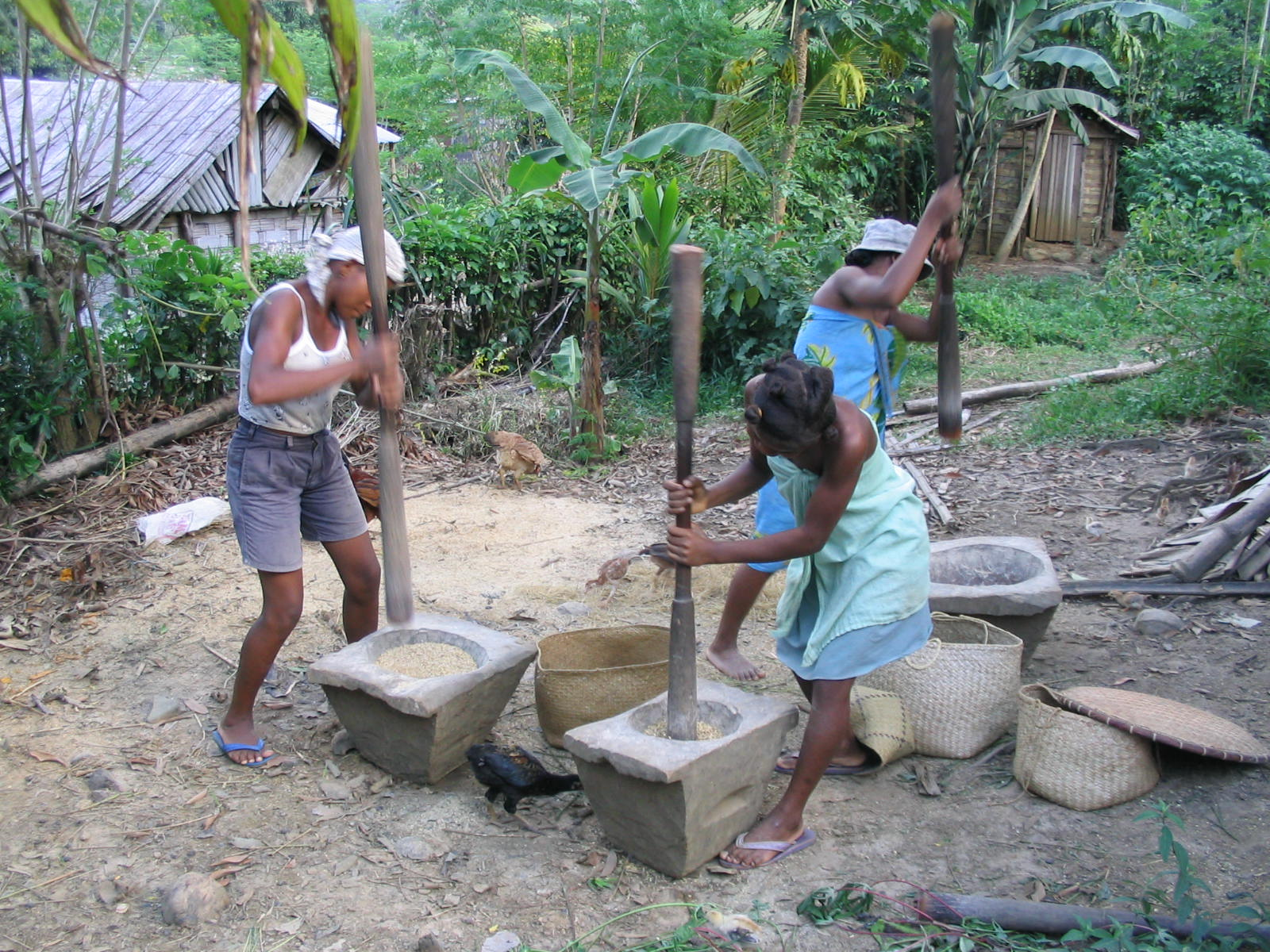
Des habitants de la région pilant le riz, principale culture de la région.

Néanmoins, la création du parc à tout de même entraîné une diminution importante de la surface agricole disponible pour les populations locales. Or, la surface agricole disponible était déjà faible car il est compliqué de pratiquer la culture du riz, qui est la culture majoritaire de la région, dans les massifs montagneux. De plus, les populations locales avaient recours à la chasse, à la pêche et à l'élevage, principalement de volailles. L'élevage est néanmoins pratiqué dans un but de consommation et non de vente, ce qui fait que les effectifs sont assez réduits et disposent d'une assez grande liberté. Or, la mise en place du parc national permet la prolifération de petits prédateurs comme la Civette malgache, qui s'attaquent aux animaux d'élevage, sans que les villageois n'aient le droit de les tuer (s'ils le font ils s'exposent à des sanctions pouvant aller jusqu'à la prison). Il en va de même pour la chasse, rendue impossible par les mesures de protection du parc. D'ailleurs, d'après une étude de 2007, 17 % de la population locale était favorable à une diminution de la surface du parc et à un assouplissement des mesures de conservation. Ces 17 % étaient majoritairement des populations rurales, vivant à proximité immédiate du parc. 
Un écotourisme responsable et limité semble également d'une importance capitale dans des perspectives à long terme contre la déforestation, car le tourisme peut être générateur de revenus pour la population locale, qui peut s'orienter vers trois métiers principaux : guide touristique (improvisé, ils ne disposent d'aucune formation de ce type), porteur et marchand. Cependant, le problème du tourisme pour les populations locales réside dans le fait que les locaux se tournant vers l'économie touristique sont sans sources de revenus en l'absence de touristes.

## Problèmes relatifs à la conservation
Les protections légales inhérentes au statut de parc national n'ont pas suffi à éradiquer les dégradations du parc national de Marojejy. La chasse aux lémuriens, y compris le Propithèque soyeux, est un problème récurrent, de même que l'exploitation des bois précieux, tels que le bois de rose et le palissandre. Les pierres semi-précieuses comme l'améthyste sont toujours recherchées à l'intérieur des limites du parc alors que la culture sur brûlis, la collecte de bois de chauffe et de bois d'œuvre continuent d'éroder les forêts en périphérie,,. Ces pressions se poursuivent et s'intensifient avec l'accroissement des populations riveraines. En 2003, environ 200 000 personnes vivaient dans un rayon de 40 km autour du parc dont près de 80 % de fermiers qui sont encore dépendants de la forêt pour leurs terres arables et de nombreux autres produits comme le miel, le bois de chauffe, les plantes à fibre. En plus de cela, un accroissement du nombre de visiteurs du parc pourrait représenter une menace réelle pour cet habitat fragile, notamment le fourré montagnard.

### Coupes illégales et trafic de bois précieux

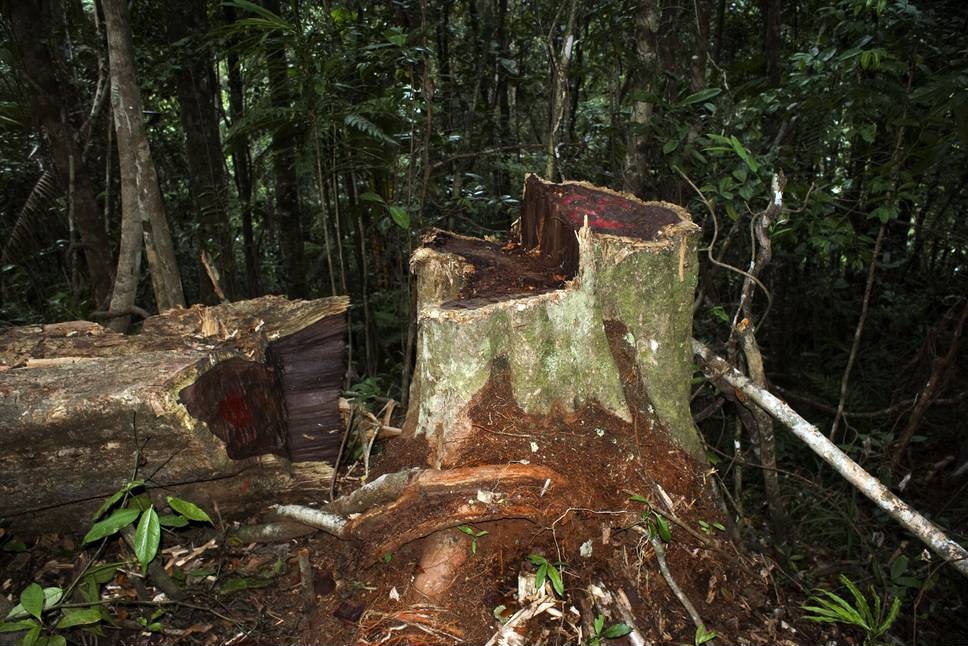
Bois de rose coupé illégalement dans le parc national de Marojejy.

Les forêts pluviales du nord-est de Madagascar sont sévèrement menacées par les coupes illégales de bois précieux qui favorisent la dissémination d'espèces invasives et la destruction de l'habitat, diminuent la diversité génétique, participent à des ouvertures et de plus amples déboisements sans compter les violations de nombreux tabous et traditions locales. D'autres espèces, comme les Dombeya sont régulièrement coupées afin de réaliser des radeaux permettant le flottage des troncs de bois précieux trop lourds sur les rivières, aussi bien dans le parc qu'à sa périphérie. Les troncs de bois de rose sont coupés en plusieurs morceaux afin de faciliter leur transport et au moins cinq arbres de bonne flottabilité sont nécessaires par morceau de bois précieux. Pour attacher ces bois, les coupeurs taillent des milliers de lianes qui sont généralement utilisées par une grande majorité de la faune sylvicole dans ses déplacements dans la canopée. Les activités de coupes sont pratiquées dans des conditions extrêmes et souvent dangereuses ; elle font appel à de la main d'œuvre locale appauvrie. Seules les autorités qui facilitent ce trafic en bénéficient.

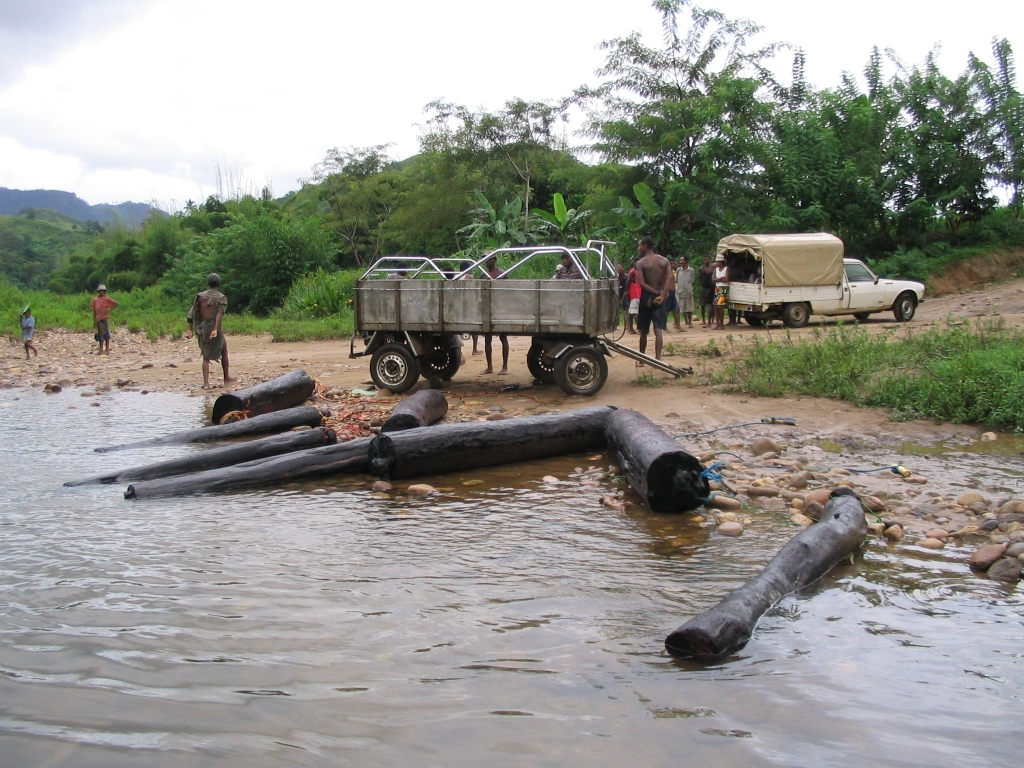
Les bois précieux quittent le parc après avoir été flottés sur les rivières jusqu'aux accès routiers.

En 2005, les coupes illégales ont été signalées plus d'une vingtaine de fois et les autorités ont saisi des milliers de troncs valant plusieurs millions de dollars (US$) dans les ports d'Antalaha, Vohémar et Toamasina. La plupart de ces bois provenaient des zones est et nord-est du parc. Au début de la crise politique à Madagascar, en mars 2009, des milliers de coupeurs ont envahi les forêts primaires de la région Sava et se sont mis à couper frénétiquement les bois précieux pendant six à huit semaines. Les coupeurs étaient généralement couverts par des milices armées. De plus, lors de cette ruée, de nombreux lémuriens ont été tués pour être consommés par les coupeurs. Il a été estimé que 52 000 tonnes de bois de rose correspondant à environ 100 000 arbres abattus dont un tiers provenait du parc national de Marojejy et du parc national de Masoala. En conséquence, le parc fut fermé jusqu'au mois de mai 2009. En 2010, la situation s'est améliorée au Marojejy contrairement au parc national de Masoala et à l'aire protégée de Makira. En 2019, plusieurs arrestations en lien avec ce trafic illégal de bois ont eu lieu sur l'île.
Les coupes illégales ont été facilitées par la vacance du pouvoir depuis le début de la crise, des réglementations forestières floues, un pouvoir judiciaire corrompu ainsi qu'un pouvoir exécutif intéressé, les exportations (en 1992, 2006 et 2009-2010) ayant été permises par l'adoption de décrets facilitant ces opérations, ceux-ci survenant à chaque fois préalablement à des élections ou durant des périodes d'instabilité politique. Le commerce est organisé par une mafia incluant des hautes autorités de l'appareil étatique et des hommes d'affaires influents,. En dernier lieu, il faut préciser que le commerce de bois de rose de Madagascar n'est soumis à aucune régulation internationale comme la convention sur le commerce international des espèces de faune et de flore sauvages menacées d'extinction (CITES).